# 狛江市
狛江市（こまえし）は、東京都の多摩地域東部に位置する市。東京都区部に接し、ベッドタウンとしての性格を帯びるが、多摩川を中心として自然が多く残り、将来市像として「水と緑のまち狛江」を掲げる。日本で2番目に面積が小さい市である。

## 概要
多摩地域の南東に位置し、東京都区部と接する。都心とは小田急小田原線で移動でき、交通の便も良い場所にある。そのため住宅都市として発展し、逆に商業や工業などの発展はあまり見られない。
人類居住の歴史は古く、縄文時代まで遡る。縄文時代より人が定住しはじめ、古墳時代になると亀塚古墳などに代表される権力者が埋葬されたとされる古墳が多く築造された。以降、現在の調布や三鷹などの武蔵野の辺り一帯は狛江郷と呼ばれ、狛江を中心として栄えた。明治時代以降は農村として、農業や多摩川での鮎漁、養蚕業などで発達した。戦後、高度経済成長期に入り1969年に人口は5万人を突破、翌1970年には市制施行により狛江町から狛江市となった。都市化と共に農業や工業は衰退したが、人口はその後も増え続け、現在はベッドタウンとして機能している。

### 市名の由来
自治体の名称としての「狛江」は、狛江村成立時にこのあたりのかつての地名「狛江郷」から採られたものである。なお市制施行にあたり行われた新市名についてのアンケートでは、狛江の名前を継続させるという回答が最多で73.5%の町民が継続と回答したが、「こま江市」ないし「こまえ市」に変更し、ひらがな地名とするべきだという回答もあった。この狛江村の由来となった「狛江郷」の名前の由来については、いくつかの説が存在する。

## 地理

### 地勢
狛江市は多摩川中流北岸、地質学的に言えば武蔵野台地の南縁部、立川段丘上から多摩川沿いの沖積低地にかけて広がる土地に位置する。
市域はそのほとんどがその台地上にある。土質は洪積層で、更新世に形成された比較的強固な地層である。また水捌けがよく、畑作にも適する。その台地面はさらに関東地方に特有の関東ローム層で覆われ、非常に安定した地盤となっているところが多い。対してかつて野川の流路だった現在の野川緑地公園周辺、かつての清水川周辺、岩戸川が流れていた岩戸川緑地公園周辺、六郷用水流路周辺は周りに比べ土地が低く、低地（谷）となっている。これらの地域は自然河川が土砂を削ってできたもしくは人の手によって削られてできたもので、水流の作用によって腐植土の堆積や土砂の再堆積がなされていたことから、特に軟弱な地盤となっている。また、多摩川に面する一部地域も沖積低地となっていて、地盤は軟弱で、建造物の圧密沈下が問題となる。過去には1974年には台風16号によって堤防が決壊し住宅が流出する災害が起きたほか、2019年の令和元年東日本台風の通過時には一帯が浸水し被害をもたらした。
市域の北は国分寺崖線及び野川に、南は多摩川によって、それぞれ調布市・世田谷区・神奈川県川崎市と隔てられている。標高は10メートルから30メートルの間にあり、北端の上和泉から南端の駒井地域に面する多摩川に向かって緩やかに傾斜しているが、概ね平坦といえる。市内最高点は狛江市によれば中和泉三丁目に位置する兜塚古墳の墳頂であり、標高は30.4メートルであり、墳頂には三等三角点が設置されている。都心と呼ばれる新宿までの直線距離は13キロメートルで、小田急小田原線で約20分の距離に位置するため、東西方向は交通の便が良い。

### 河川
市内最南部を一級河川である多摩川が流れる。多摩川は狛江市の自然の核を成す存在で、狛江市における「水の拠点」とされている。北部には野川が流れる。そのほか、多摩川住宅の外周を流れる根川、現在暗渠化されているが六郷用水や清水川なども流れる。

### 広袤
市域は東西長2,940メートル、南北長3,660メートルとやや縦長であり、市ではその形状を「枝豆の豆の形」と表現している。面積は6.39平方キロメートルで、東京都の市としては最も小さく、日本国内では蕨市に次いで2番目に小さい市である。面積が小さいことから、人口密度が非常に高くなっている。

### 気候
気候は太平洋側気候に属し、ケッペンの気候区分においては温暖湿潤気候に属する。夏の暑さが厳しく、猛暑の年には気温は連日35℃を超える。冬は冷え込むが、雪となることは少ない。雨は秋にかけて特に多く、台風によって甚大な被害をもたらす。多摩川に向かって微妙に傾斜しているため、日当たりが良い。
| 狛江市の気候           | 狛江市の気候 | 狛江市の気候 | 狛江市の気候  | 狛江市の気候 | 狛江市の気候  | 狛江市の気候  | 狛江市の気候  | 狛江市の気候  | 狛江市の気候  | 狛江市の気候   | 狛江市の気候  | 狛江市の気候 | 狛江市の気候    |
| 月                     | 1月          | 2月          | 3月           | 4月          | 5月           | 6月           | 7月           | 8月           | 9月           | 10月           | 11月          | 12月         | 年              |
| ---------------------- | ------------ | ------------ | ------------- | ------------ | ------------- | ------------- | ------------- | ------------- | ------------- | -------------- | ------------- | ------------ | --------------- |
| 平均最高気温 °C （°F） | 10.3 (50.5)  | 11.6 (52.9)  | 15.4 (59.7)   | 19.0 (66.2)  | 25.3 (77.5)   | 25.8 (78.4)   | 27.5 (81.5)   | 32.8 (91)     | 29.4 (84.9)   | 23.3 (73.9)    | 17.7 (63.9)   | 12.6 (54.7)  | 20.9 (69.6)     |
| 日平均気温 °C （°F）   | 5.6 (42.1)   | 7.2 (45)     | 10.6 (51.1)   | 13.6 (56.5)  | 20.0 (68)     | 21.8 (71.2)   | 24.1 (75.4)   | 28.4 (83.1)   | 25.1 (77.2)   | 19.4 (66.9)    | 13.1 (55.6)   | 8.5 (47.3)   | 16.5 (61.7)     |
| 平均最低気温 °C （°F） | 1.4 (34.5)   | 3.3 (37.9)   | 6.2 (43.2)    | 9.2 (48.6)   | 15.3 (59.5)   | 18.5 (65.3)   | 21.6 (70.9)   | 25.2 (77.4)   | 21.7 (71.1)   | 16.4 (61.5)    | 9.3 (48.7)    | 5.2 (41.4)   | 12.8 (55)       |
| 降水量 mm （inch）     | 16.0 (0.63)  | 42.0 (1.654) | 117.5 (4.626) | 90.5 (3.563) | 120.5 (4.744) | 225.0 (8.858) | 193.0 (7.598) | 110.0 (4.331) | 197.0 (7.756) | 529.0 (20.827) | 156.5 (6.161) | 76.5 (3.012) | 1,873.5 (73.76) |
| % 湿度                 | 51           | 59           | 60            | 63           | 65            | 81            | 89            | 80            | 79            | 80             | 69            | 66           | 70              |
| 日照率                 | 72           | 46           | 48            | 50           | 53            | 30            | 18            | 45            | 37            | 32             | 55            | 43           | 43              |
| 出典：狛江市           |              |              |               |              |               |               |               |               |               |                |               |              |                 |

## 歴史
ここでは、狛江市の前身自治体である狛江村及び狛江町の歴史、また狛江村が成立する以前のこの地域における歴史も扱う。

### 先史時代
地質時代の更新世前期にあたる約130万年前、のちの多摩丘陵から房総半島となる部分は海であった。そのため、多摩川の河床からはよく化石が発掘される。その後チバニアンの時代になると、のち狛江となる地域は海岸線付近に位置し、その後最終氷河までに陸地となった。市内北側に広がる武蔵野台地が古多摩川の網状流路から離水した時期はおよそ3万年前と考えられていて、その離水後からヒトの活動が確認されるようになる。
旧石器時代後半、狛江においてヒトの活動が確認されるようになった。この時期の遺跡として弁財天遺跡や狛江駅北遺跡、寺前東遺跡があり、いずれも旧清水川沿いに位置した。遺跡からは黒曜石製・頁岩石製の尖頭器やナイフ形石器が発掘されている。ヒトの活動の痕跡は旧石器時代後期と末期の2点に集中していて、遊動生活の一部として一時的に残された遺物だと考えられている。
縄文時代、地球規模で温暖化が進行し、地球においてヒトの定住は容易となった。狛江でも中心部を中心として縄文時代前期に竪穴建物による集落が形成され、ヒトが定住するようになった。その後弥生時代中期になると各地で生活が営まれ、縄文時代から弥生時代の遺跡である弁財天遺跡では、敷石建物や方形周溝墓、陥穽などの跡が発掘されている。また、この遺跡の方形周溝墓は一辺が18メートルほどある大規模なもので、また副葬品として権威や霊威の象徴である螺旋状鉄釧と帯状銅釧があり、少なくとも弥生時代後期までに指導者の存在とそれに付随する社会が存在していたことが推察される。

### 古代

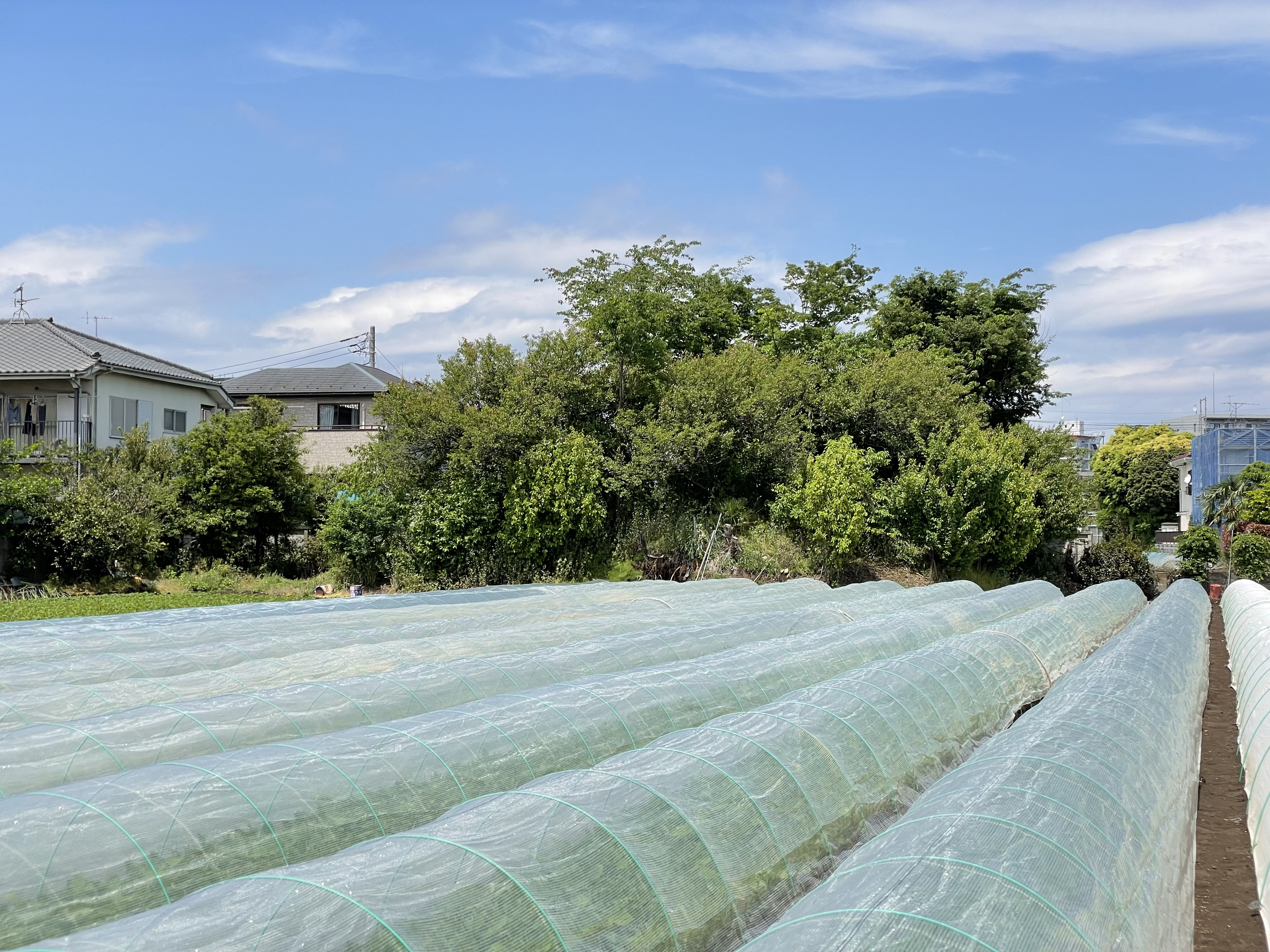
前原塚古墳。猪方支群に属する円墳。

古墳時代になると、各地で古墳が造成されるようになった。狛江では、5世紀半ばから6世紀半ばまでの約100年間に集中して亀塚古墳や兜塚古墳に代表される古墳が多く造成された。それらは群集墳の形態をとる古墳群をなし、狛江古墳群と呼ばれる。現在は13基が現存するが、かつては70基ほど存在したとされ、その数の多さから狛江百塚とも呼ばれた。亀塚古墳の発掘調査によって一時高句麗系の古墳群とされたが、現在では否定されている。2023年現在ではその格式高い出土品から、亀塚古墳の被葬者は倭王権と強い関係をもっていた国内の人物であると推定されている。また、狛江古墳群に属す古墳である土屋塚古墳の被葬者も、出土した円筒埴輪から、畿内若しくは毛野と関係をもつ豪族であったとされ、狛江を治めた人物は周辺地域の者よりも強い権力をもっていたとされる。古墳の造成は一旦6世紀半ばに終わるが、その約100年後に狛江古墳群最後の古墳とされる猪方小川塚古墳が造られた。この被葬者もやはり畿内との関係性が指摘され、これらの古墳群の調査から、狛江は畿内の有力豪族によって治められていたと考えられている。
また、古墳時代中期、狛江古墳群が造成される前の時代の集落遺跡である和泉遺跡からは大量の土師器が発見され、特にこれがこの時期のものとして初めて発見されたものであったため、関東地方における古墳時代中期の土師器の基準資料となった。この土師器は発見した杉原壮介によって和泉式土器と名付けられた。
平安時代中期の辞書『倭名類聚抄』によれば、713年（和銅6年）に、狛江とその周辺地域で構成される郷の名前が狛江郷とされたとされる。平安時代の869年（貞観11年）に成立した『続日本後紀』には狛江郷についての記述があり、これが史料における狛江郷の初見だとされる。その範囲は現在の狛江市、調布市を中心とする地域だと推定されている。『武蔵名勝図会』では「狛江」を井の頭池の古名としていて、「此沼あるゆへに其名を郷名に用ひたる旧池なり」「是全く狛江郷の狛江なり」との記述がある。現在でも井の頭恩賜公園内の井の頭池に架かる橋のひとつに「狛江橋」がある。また、同図会には「すへて此近辺深大寺辺迄四五里程の内は狛江郷と号し」とも記され、その範囲は広かったとされる。しかしながら現在の岩戸にあたる部分は狛江郷に属さず、東の木田見郷に属していたとされる。

### 近世
江戸時代に、和泉村、猪方村、岩戸村、駒井村、覚東村、小足立村、上野村の7つの村と、多摩川の氾濫によって生まれた宿河原村の飛地が現在の市域に成立していた。7つの村は全て武蔵国多摩郡に属し、彦根藩によって治められた。これらの村のうち、1745年の『泉村鑑』によると和泉村が最も大きい規模を誇り、この時代、産業としては米や野菜などの栽培のほか、多摩川での鮎漁などで栄えた。
1868年（明治元年）時点で武蔵国に属していた猪方村と岩戸村の2村と、和泉村のうち一部地域は彦根藩によって治められていたが、これらの地域は、3年後の1871年の8月29日に廃藩置県が行われた影響で彦根県となり、翌年1872年1月2日に彦根県は長浜県となった。一方その他の地域は、1869年3月21日の行政官布告により和泉村の大部分と上野村、駒井村、覚東村、小足立村の計6村が品川県に移った。これらの地域は1872年1月14日に東京府に移管された。1872年3月3日には長浜県に属した3村が、同年5月には東京府に属した駒井村、覚東村、小足立村、大町村の4か村が神奈川県の所管となり、同時に7か村組合会所が置かれた。のち1878年7月22日、郡区町村編制法の施行により、北多摩郡が発足し、現在の狛江市域にあった村は全てこれに属した。
1872年、明治政府が学制を公布したことから、7か村組合のうち大町村を除く村々が協力して泉龍寺境内にあった私塾を併合し、1872年9月25日に現在の狛江市立狛江第一小学校となる公立観聚学舎を設立した。

### 近代

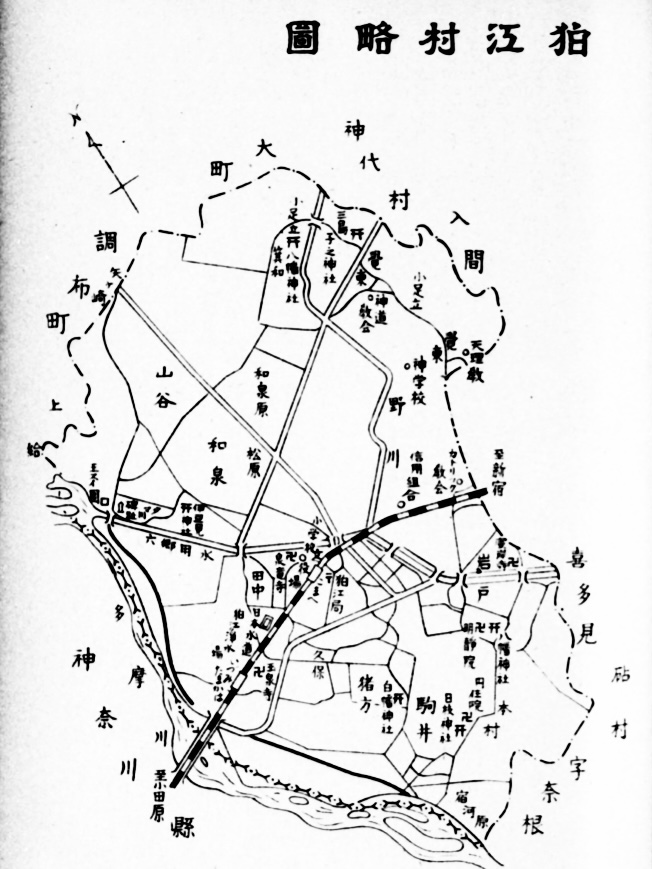
1938年『東京府市町村概観』

1889年4月1日、神奈川県における町村制の施行により7か村組合が廃され和泉村・岩戸村・駒井村・小足立村・覚東村の6村が合併し、狛江村となった。村名は、旧村いずれにもよらない名称を模索した結果、古代の地域一帯の呼び名であった狛江郷から採用されたと考えられているが、具体的な経緯は史料に乏しく分かっていない。村役場は泉龍寺に置かれ、初代村長に谷田部和吉が就いた。この時大町村は離脱し、のち神代村の一部となった。この時、狛江村は神奈川県に属したが、東京府の要求によって狛江村含む多摩地域は東京府に移管されることとなった。移管に際し狛江村は周辺自治体とともに断固反対の立場に立ったが、1893年4月1日、東京府及神奈川県境域変更ニ関スル法律が施行、同日より北多摩郡が東京府に移管され、東京府北多摩郡狛江村となった。1912年4月1日、東京府神奈川県境界変更ニ関スル法律が施行され、多摩川対岸に位置する稲田村にあった飛地が狛江村に編入された。
1927年4月1日、小田急小田原線が全線開通し、同日に村内では和泉多摩川駅が開業した。その後同年5月27日、住民による請願駅として狛江駅が開業した。駅設置に係る用地は寄付され、駅舎建築費は村民により負担された。
第二次世界大戦の発生当時、和泉原と呼ばれた現在の和泉本町三丁目にあたる場所には畑があり、その一角に大日本帝国陸軍の高射砲第一一二連隊第三大隊第一四中隊第六分隊が駐屯しており「狛江陣地」と呼ばれた。この部隊はこの陣地で昼夜を徹して照空灯を操作していた。そのほか狛江には、当時東京航空計器などの軍需産業関連工場もいくつか位置していたが、東京都区部を標的とした東京大空襲時にも空襲に遭うことはなく、むしろ都市部や島部から疎開する人を受け入れていた。しかし1945年5月25日の山手大空襲の際、同日20時頃に狛江も空襲の被害を受けた。狛江における被害としては、家屋十数戸、農業会事務所、作業場、狛江国民学校が全焼し焼失したと報告された。終戦後、市は西河原公園に狛江市戦没者慰霊塔を建て戦没者を供養した。
戦後の都市化とともに人口増加が続いていき、1951年には人口は1,000人を数えた。そこで、村民の中では町制施行に対する機運が高まり、村議会では1950年11月に町制施行特別調査委員会が設置され、動きは加速された。翌年10月18日、村議会で町制施行が議決され、6日後には都議会で承認された。そうしてその1年後にあたる1952年（昭和27年）11月10日に町制が施行され、狛江町となった。町制施行の記念式典は、狛江第一小学校の創立80周年式典と併せて行われ、同校の校庭で盛大に祝われた。翌年12月12日には多摩水道橋が開通し、対岸の神奈川県と陸路での往来ができるようになった。同年、登戸の渡しが廃止された。
このころまでに調布町と神代町の3町で合併する構想があり、協議が進んでいたが、1954年に町長となった飯田恵輔は世田谷区による編入を主張し、ここから10年ほどの世田谷区編入派と調布町合併派との争いが続くことになる。結局、町は単独市制を行うこととなったが、2派の争いは激化し、町民生活に影響が出るほどであった。
- ウィキソースには、狛江町の皆様にお知らせの原文があります。

### 現代
狛江町は1965年の国勢調査で人口が5万人に達しなかったため、市制を施行できずにいた。その後、1970年3月の地方自治法改正によって規定が一時的に緩和され、人口3万人以上であれば政令で定める期間に申請すれば市制を施行できるとされ、狛江町は市制施行の要件を満たすこととなった。これを受け、同年3月18日には町議会により市制推進特別委員会が設置され、市制施行に向けて準備が行われた。同年8月12日の町議会で同年10月1日に市制施行することが議決され、同年8月19日に東京都議会に申請書を提出、同年9月の都議会で承認された。その後も計画は順調に進み、予定通り1970年（昭和45年）10月1日に市制を施行し狛江市となった。初代市長には第4代狛江町長の冨永和作が就任し、同日9時に市議会で市制施行を宣言した。同時に花火が打ち上げられた他、狛江第二小学校と狛江第三小学校の児童による鼓笛隊がパレードしたり、狛江第一中学校で記念式典が行われたりし、盛大に祝われた。
- ウィキソースには、狛江町を市とする告示の原文があります。
- ウィキソースには、町を市とする処分の原文があります。

1974年9月2日、台風16号に伴う豪雨により、猪方地区の堤防が260メートルに渡って決壊し、多摩川水害と呼ばれる大規模な水害が発生した。家屋19戸が流失した。
1995年3月26日、小田急線が連続立体交差事業を完了し市内13の踏切が廃止され、狛江市内において開かずの踏切が解消した。あわせて狛江駅・和泉多摩川駅の駅舎及びその周辺で建て替え・再開発がそれぞれ行われ、狛江駅北口再開発の一環として同年11月、狛江駅前にECORMAが開館した。

## 地域
全部で11つの町が存在する。大まかに分けると小田急小田原線以北を北部、以南を南部と分けることができる。南部は道路が入り組み、また畑などが多いのに対し、北部は道路が比較的整っているほか商業施設も充実し、少なからず南北で差が生まれている。これはかつて南部が宅地開発されることが想定されていなかった点や、小田急小田原線の高架化以前は、北部と南部が踏切で分断され移動が不便であったことなどに由来する。

### 町名
狛江市では、全域で住居表示に関する法律に基づく住居表示が実施されている。全ての町丁は設置と同時に住居表示が実施された。

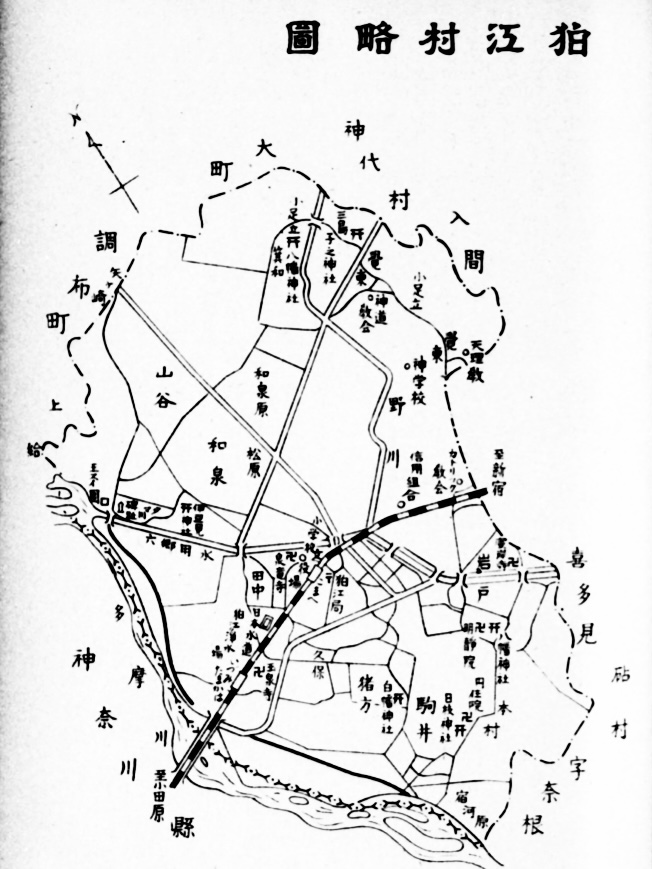
狛江村の地図（1938年）

| 町名           | 設置年月日    | 住居表示実施年月日 | 住居表示実施直前の町名               |
| -------------- | ------------- | ------------------ | ------------------------------------ |
| 和泉本町一丁目 | 1979年10月1日 | 1979年10月1日      | 小足立の全部並びに和泉の一部         |
| 和泉本町二丁目 | 1979年10月1日 | 1979年10月1日      | 小足立の全部並びに和泉の一部         |
| 和泉本町三丁目 | 1979年10月1日 | 1979年10月1日      | 小足立の全部並びに和泉の一部         |
| 和泉本町四丁目 | 1979年10月1日 | 1979年10月1日      | 小足立の全部並びに和泉の一部         |
| 中和泉一丁目   | 1980年12月1日 | 1980年12月1日      | 和泉の一部                           |
| 中和泉二丁目   | 1980年12月1日 | 1980年12月1日      | 和泉の一部                           |
| 中和泉三丁目   | 1980年12月1日 | 1980年12月1日      | 和泉の一部                           |
| 中和泉四丁目   | 1980年12月1日 | 1980年12月1日      | 和泉の一部                           |
| 中和泉五丁目   | 1980年12月1日 | 1980年12月1日      | 和泉の一部                           |
| 西和泉一丁目   | 1980年12月1日 | 1980年12月1日      | 和泉の一部                           |
| 西和泉二丁目   | 1980年12月1日 | 1980年12月1日      | 和泉の一部                           |
| 元和泉一丁目   | 1981年11月1日 | 1981年11月1日      | 和泉の一部                           |
| 元和泉二丁目   | 1981年11月1日 | 1981年11月1日      | 和泉の一部                           |
| 元和泉三丁目   | 1981年11月1日 | 1981年11月1日      | 和泉の一部                           |
| 東和泉一丁目   | 1981年11月1日 | 1981年11月1日      | 和泉の一部                           |
| 東和泉二丁目   | 1981年11月1日 | 1981年11月1日      | 和泉の一部                           |
| 東和泉三丁目   | 1981年11月1日 | 1981年11月1日      | 和泉の一部                           |
| 東和泉四丁目   | 1981年11月1日 | 1981年11月1日      | 和泉の一部                           |
| 猪方一丁目     | 1982年11月1日 | 1982年11月1日      | 猪方、駒井の各一部                   |
| 猪方二丁目     | 1982年11月1日 | 1982年11月1日      | 猪方、駒井の各一部                   |
| 猪方三丁目     | 1982年11月1日 | 1982年11月1日      | 猪方、駒井の各一部                   |
| 猪方四丁目     | 1982年11月1日 | 1982年11月1日      | 猪方、駒井の各一部                   |
| 駒井町一丁目   | 1982年11月1日 | 1982年11月1日      | 宿河原の全部並びに駒井、猪方の各一部 |
| 駒井町二丁目   | 1982年11月1日 | 1982年11月1日      | 宿河原の全部並びに駒井、猪方の各一部 |
| 駒井町三丁目   | 1982年11月1日 | 1982年11月1日      | 宿河原の全部並びに駒井、猪方の各一部 |
| 岩戸南一丁目   | 1975年1月1日  | 1975年1月1日       |                                      |
| 岩戸南二丁目   | 1975年1月1日  | 1975年1月1日       |                                      |
| 岩戸南三丁目   | 1975年1月1日  | 1975年1月1日       |                                      |
| 岩戸南四丁目   | 1975年1月1日  | 1975年1月1日       |                                      |
| 岩戸北一丁目   | 1975年1月1日  | 1975年1月1日       |                                      |
| 岩戸北二丁目   | 1975年1月1日  | 1975年1月1日       |                                      |
| 岩戸北三丁目   | 1975年1月1日  | 1975年1月1日       |                                      |
| 岩戸北四丁目   | 1975年1月1日  | 1975年1月1日       |                                      |
| 東野川一丁目   | 1977年8月1日  | 1977年8月1日       |                                      |
| 東野川二丁目   | 1977年8月1日  | 1977年8月1日       |                                      |
| 東野川三丁目   | 1977年8月1日  | 1977年8月1日       |                                      |
| 東野川四丁目   | 1977年8月1日  | 1977年8月1日       |                                      |
| 西野川一丁目   | 1977年8月1日  | 1977年8月1日       |                                      |
| 西野川二丁目   | 1977年8月1日  | 1977年8月1日       |                                      |
| 西野川三丁目   | 1977年8月1日  | 1977年8月1日       |                                      |
| 西野川四丁目   | 1977年8月1日  | 1977年8月1日       |                                      |

#### 和泉地域
和泉地域は、和泉だけで市域の半分を占めるため、住居表示実施時に和泉本町・中和泉・西和泉・元和泉・東和泉の5つの町に分割された。和泉地域は歴史的にも特に大きな規模を誇るが、特にかつて役場が存在した和泉本町が現在でも狛江市の中心として機能する。旧和泉村。
『武蔵名勝図会』には、和泉はかつて「出水」と書かれたとの記述があり、弁財天池などに代表される湧水が語源になっていると考えられている。
- 和泉本町（いずみほんちょう）
市中央部。1979年10月1日設置。一丁目から四丁目まで存在。
南には市役所が位置し、行政の中心地となっている[33]。北には慈恵第三病院と都営狛江団地が位置する。現在グランドメゾン狛江が建っている場所には東京航空計器の工場があり、取り壊し時に和泉式土器が発掘された[35]。
- 中和泉（なかいずみ）
市西部。1980年12月1日設置。一丁目から五丁目まで存在。
住宅地が広がる。和泉本町とは違い一戸建ての家が多い。南部には和泉の鎮守である伊豆美神社が位置する。過去には市内でも観光地として栄え、特に玉翠園や玉川碑などである[36]。玉翠園は高級料亭で、鮎料理などを提供していた[36]。
- 西和泉（にしいずみ）
市西部。根川の西。1980年12月1日設置。一丁目と二丁目が存在。
多摩川住宅の狛江市部分に一致する、市内最小の町である。この地域の人口は全て多摩川住宅に住む住民である。
かつては狛江村成立前に和泉村と合併した上野村であった[37]。この地域は千町耕地と呼ばれ、多摩川住宅が建設されるまではただの沼地で、神社は疎か人家すら存在せず、水田が広がるのみだった[38]。
多摩川住宅の建設により狛江市立狛江第四小学校が開校し「飛行機型校舎」で親しまれた[39]。現在は統廃合により消滅し、残る体育館と校庭は「西和泉体育施設」として利用されている[40]。
令和元年東日本台風接近時には根川が氾濫し、一帯が浸水した[41]。
- 元和泉（もといずみ）
市西部。1981年11月1日設置。一丁目から三丁目が存在。
都道114号以西はかつて和泉多摩川緑地として整備されることが決定されていた地域で、現在も公園や空地などが多い。一帯を東京都立和泉多摩川緑地公園として整備する計画がある[42]。以東は主に住宅地が広がるが、狛江駅前として商業が発展する。前述の空地や狛江弁財天池特別緑地保全地区、泉龍寺などが集まり、比較的緑の多い町である。また西域は一部多摩川南部の河川敷にかかる。
- 東和泉（ひがしいずみ）
小田急線沿線地域。1981年11月1日設置。一丁目から四丁目が存在。
狛江駅と和泉多摩川駅の両方が所在し、狛江駅南口や和泉多摩川商店街を擁す、商業が発展する地域である。この町の北東部に位置する狛江三叉路交差点は、かつて銀行町と呼ばれていた[43]。その名は1899年にこの地に設立された旭貯金銀行や1908年に移転した勧業貯蓄銀行に由来する[44]。銀行の移転以前はこの地は駄倉弐ツ塚と呼ばれていたが、銀行が設立されると商店街が形成され、矢田部米店や蕎麦屋の高麗屋など、現在にも残る店が多く開業した[45]。商店街は1913年に銀行がなくなった後も拡大を続け、洋食屋も開業した[46]。のち、昭和になるとこの辺りは狛江銀座と呼ばれることが多くなり、今に至る[45]。

#### 猪方地域
- 猪方（いのがた）
市南部、多摩川沿い。1982年11月1日設置。一丁目から四丁目まで存在。旧猪方村。
住居表示実施前後で唯一、町名が変更されなかった[32]。普通「いのがた」と読むが、「いかた」「いのかた」とも呼ばれる。また過去には「猪ノ方」とも表記されたことがわかっているが[47][48]、猪方の由来は不詳である[49]。
前原塚古墳や猪方小川塚古墳に代表される古墳が多く残る地域である[50]。また、多摩川に近いことから水害に度々悩まされている。近代だけでも堤防は6回以上決壊し多大な被害が出た[51]。
かつての小字に、久保・前下・中村・天神森・水神下・前原下・中河原・道下・大河原があった[52]。大正時代には半縄（はんなわ）という地名もあったとされるが、昭和には見られなくなっている[52]。鎮守は白幡菅原神社で、中河原に位置する。
農業が盛んであるが、昭和初期には多摩川の砂利採掘でも栄えた。そのため各地に砂利穴と呼ばれる穴ができたが、砂利採掘の禁止後には埋め立てられ住宅地となった[53]。

#### 駒井地域
- 駒井町（こまいまち）
市南東部、多摩川沿い。1982年11月1日設置。一丁目から三丁目まで存在。旧駒井村。
「狛江」は「駒井」が変化したものとも言われる[47]。狛江村発足時も「駒井」のみの地名だったが、狛江と聞き間違えやすいことから、住居表示実施時に「町」が付いた。三丁目の多摩川沿いの地区はかつて宿河原に属していたが、多摩川の氾濫による流域変更に伴い1912年に編入されたという歴史をもつ[54][32]。かつては駒井宿河原とも呼ばれたが、現在は宿河原という地名はなく[54]、町域内の宿河原稲荷神社に旧地名が唯一残る。
かつての小字に、本村・上村中・下村中・南河原・供養塚・十一耕地があった。このうち本村に鎮守の日枝神社がある[55]。
農業で栄えていたが、現在では市街地化が進んでいる。また明治時代ごろから養蚕も盛んに行われていたが、大正期には衰退した[56]。その後は多摩川梨と桃の栽培が行われていたが、こちらも1960年ごろから衰退し、現在果樹園は存在しない[57]。

#### 岩戸地域
岩戸地域のみで市域の約2割の面積を占める。そのため住居表示実施時に世田谷通りを境に南北に分けられた。東側で世田谷区喜多見に接する。旧岩戸村。
- 岩戸北（いわどきた）
市北東部。1975年1月1日設置。一丁目から四丁目まで存在。
世田谷区喜多見に接し喜多見駅に近いため、一部地区では第三次産業の発展が見られる。町の中央を貫く松場通り周辺は二の橋通り商店街に付随する商店の集合体として賑わう。松場通りは狭隘路のため将来的に拡幅される予定である[60]。この道路に接続する一中通りは電力中央研究所が面していて、この研究所の敷地は岩戸北の面積の1割ほどを占める。
かつての小字に、三嶋・松場・宿屋敷などがあった[61]。慶岸寺が南に位置する[62]。
柿やソバの栽培が特に盛んだった[62]。
- 岩戸南（いわどみなみ）
市南東部。1975年1月1日設置。一丁目から四丁目まで存在。
昭和時代中期まではこの町を貫くように清水川が流れていた[63]。埋め立てられた後は地上部分が岩戸川緑道として整備されている。また、世田谷通りの南側一帯に広がる緑地帯はかつての六郷用水の名残である[63]。六郷用水に架かっていた橋に「一の橋」「二の橋」があり、交差点名やバス停留所名、商店街の名称として残されている。
二丁目にはニトリの大型の郊外型店舗が位置し、その南に事業所や工場が集まる地域がある[64]。
かつての小字に、駄倉・古屋敷・相之原・堀上・稲荷森・平川戸などがある[61]。江戸時代に見られた他の地名には、五軒屋・長トロなどがあった[61]。岩戸南には岩戸村の鎮守であった岩戸八幡神社があり、その西には明静院が位置する。

#### 野川地域
東野川と西野川を指す地名。またかつての地名である覚東と小足立の2つを合わせて覚東地域（がくとう）とも呼ばれる。
- 小足立 - 由来は不詳である。野川の水を用水とした畑作が盛んだった。かつての小字に、前原・三長（みつおさ）・箕輪田（みのわだ）などがあった。
- 覚東 - 室町時代は「学童村」と書かれたとされるが、江戸時代の初期にはすでに覚東と書かれるようになったとされる。そうなった経緯はわかっていない[66]。小足立と同じように畑作が盛んだった。バス停留所名として現在も残されている。

この2つの地域は交互に位置し、西から小足立（上小足立）・覚東（上覚東）・小足立（下小足立）・覚東（下覚東）という配置だった。複雑な地区となっていたため、1977年8月1日の住居表示を機に、町名を「野川」に改めるとともに、松原通りを境に東西に分け簡略化された。2つの地域の合併に伴う、町名変更時に実施された新町名決定の住民アンケートに示された選択肢は、「小覚町」「緑町」「野川」「富士見町」であった。
- 東野川（ひがしのがわ）
市北部の東寄り。1977年8月1日設置。一丁目から四丁目まで存在。
西部に千手院が位置する。道路は非常に入り組んでいる。
- 西野川（にしのがわ）
市北部の西寄り。1977年8月1日設置。一丁目から四丁目まで存在。
町域を八幡通りが貫く。南西部には前原公園や愛光女子学園が位置する。また中央には小足立の鎮守である小足立八幡神社が鎮座するほか、覚東の子之三島神社も北東部に鎮座している。

## 人口

### 概要
| 狛江市の人口の推移 |          |  |
| \| 1925年（大正14年） \| 2,854人 \| \| \| 1930年（昭和5年） \| 4,031人 \| \| \| 1935年（昭和10年） \| 4,267人 \| \| \| 1940年（昭和15年） \| 6,128人 \| \| \| 1945年（昭和20年） \| 9,757人 \| \| \| 1950年（昭和25年） \| 10,319人 \| \| \| 1955年（昭和30年） \| 13,496人 \| \| \| 1960年（昭和35年） \| 21,485人 \| \| \| 1965年（昭和40年） \| 34,916人 \| \| \| 1970年（昭和45年） \| 57,168人 \| \| \| 1975年（昭和50年） \| 67,565人 \| \| \| 1980年（昭和55年） \| 68,853人 \| \| \| 1985年（昭和60年） \| 70,744人 \| \| \| 1990年（平成2年） \| 72,534人 \| \| \| 1995年（平成7年） \| 72,868人 \| \| \| 2000年（平成12年） \| 73,665人 \| \| \| 2005年（平成17年） \| 75,644人 \| \| \| 2010年（平成22年） \| 76,255人 \| \| \| 2015年（平成27年） \| 79,096人 \| \| \| 2020年（令和2年） \| 83,257人 \| \| |          |  |
| 出典: |          |  |
| 1925年（大正14年） | 2,854人  |  |
| 1930年（昭和5年） | 4,031人  |  |
| 1935年（昭和10年） | 4,267人  |  |
| 1940年（昭和15年） | 6,128人  |  |
| 1945年（昭和20年） | 9,757人  |  |
| 1950年（昭和25年） | 10,319人 |  |
| 1955年（昭和30年） | 13,496人 |  |
| 1960年（昭和35年） | 21,485人 |  |
| 1965年（昭和40年） | 34,916人 |  |
| 1970年（昭和45年） | 57,168人 |  |
| 1975年（昭和50年） | 67,565人 |  |
| 1980年（昭和55年） | 68,853人 |  |
| 1985年（昭和60年） | 70,744人 |  |
| 1990年（平成2年） | 72,534人 |  |
| 1995年（平成7年） | 72,868人 |  |
| 2000年（平成12年） | 73,665人 |  |
| 2005年（平成17年） | 75,644人 |  |
| 2010年（平成22年） | 76,255人 |  |
| 2015年（平成27年） | 79,096人 |  |
| 2020年（令和2年） | 83,257人 |  |

狛江市の人口は43,316世帯、83,025人である（2022年5月）。なお、男性人口より女性人口の方が2,500人ほど多い。同時期に東京都総務局統計部が公表した狛江市の推計人口は84,437人となっており、狛江市の住民基本台帳を基にした人口よりも1千人ほど多くなっている。
歴史的には、郊外の農村であった1930年代までは人口は3,000人程度であったが、太平洋戦争が始まると疎開などを理由に9,000人程度まで増加した。高度経済成長期の1960年代には急激な増加を見せ、一気に都市化が進み、この時期に市立小中学校が続々と開校した。しかしその後は少子化により児童数は減少し、4校の小学校が閉校となった。2022年現在も人口は増え続けてはいるが、伸びは鈍化しており、市は2016年に実施した将来人口のシミュレーションにおいて、2025年を人口のピークとし、その後2060年までに66,380人ほどにまで減少すると見積もっている。
現在までの人口増加は、出生率が高いことによる影響などではなく、あくまでも東京一極集中等に伴う人口流入によるものであり、1980年からの30年間に老年人口は16ポイント増加、若年人口は11ポイント減少し、市内でも少子高齢化が進行している。なお、出生数は1995年から3,000人前後で概ね横ばいで推移している。

### 昼夜間人口
2020年時点において、夜間人口は84,772人、昼間人口は62,979人で、昼は夜の0.74倍の人口になる。残留人口は21,793人と昼夜間人口比率は低くなっている。2020年の通勤者と通学者で見ると市内から市外へ出る通勤者27,165人、市内へ入る通勤者は18,937人と通勤者では市外へ出る通勤者の方が多く、また学生は市外から市内へ入る通学生は1,522人であるのに対し、市内から市外に通学する通学生は3,005人と、学生も昼は市外へ流出する傾向を見せている。

### 人口密度
市域が小さいこともあり、人口密度はかなり高くなっている。2019年10月時点での推計人口を基にしたデータによると、狛江市の人口密度は13,112.36人/km²で、この値は全国の市町村で3番目に大きい。なお、人口密度が1番高い市町村は面積がもっとも狭い蕨市である。

## 経済

### 産業

#### 第一次産業
江戸時代よりこの地域では農業や多摩川での漁業が盛んであった。しかし戦後の急速な都市化に伴い多摩川が汚染されてしまったことや、市が住宅地として発展した影響でかなり衰退して、特に稲作は1984年に駒井町で行われたのを最後に、漁業は昭和時代中期までにもう行われなくなった。一方で現在でも野菜の栽培は続いている。
もっとも大きい作付面積を占める野菜は枝豆で、全体の23%の面積を占める。市は枝豆を特産品としていて、市のマスコットキャラクターのモチーフが枝豆であるなど（えだまめ王子）、狛江市産の野菜でも特に推している。GAPという手法で安全を管理した野菜を狛江ブランド野菜と位置づけ販売したり、直売所マップを制作し頒布したりなど、農業振興の取り組みを進めている。市域369 haのうち35 haが農地となっていて、割合としては10%にあたる。2019年度で農業労働人口は121人、農業産出額は合計1億8000万円で、規模が大きいとも言えない。近年では畑の面積の割合も、農業労働人口の高齢化に伴い、宅地化されたり駐車場になったりと減少を続けている。
1955年ごろからは花卉園芸も盛んに行われるようになった。技術は宇奈根から伝わったものとされるが、完成度や市場価格などから、東京都の品評会において農林水産大臣賞を受賞した。
昭和時代後半まで、多摩川周辺での砂利採掘も狛江の主要な産業として賑わった。昭和時代に入ってしばらく経つまでは多摩川の河原での採掘が主流であった。小田急電鉄も当時は和泉多摩川駅の東側から河原まで線路を敷設し、トロッコを川まで引き込み採掘していたが、砂利の掘りすぎによって多摩川の水位低下が目立つようになり、鉄道橋や道路橋の土台などの構築物が破壊される危険性が生じたほか、岩盤の露出によって鮎が消えたりしたため禁じられた。その後は流域の田の地下に存在する砂利が採掘されるようになり、現在の猪駒通りの両側は穴だらけになった。昭和時代後半になるにつれ周囲の地価が上がっていき、穴も埋め戻され住宅用地として販売されるようになると、砂利の採掘は行われなくなった。

#### 第二次産業
昭和時代中期まで、東京航空計器などに代表される軍需産業が盛んであったが、現在までにいずれも移転などして工業も衰退しているのが現状である。一応、日東綜業工業団地や、和泉本町東部、岩戸南北部などに工業が集中する地域がある。

#### 第三次産業
第一次産業、第二次産業の衰退に比べ商業やサービス業に代表される第三次産業は発展している。歴史的には、商店が各地に点在していたのが、1960年代から御台橋ストアーの成立を筆頭に各地に商店街が誕生し、このころ和泉多摩川商店街や猪駒商店街、狛江ショッピングセンターなども成立した。その後、全国で百貨店やショッピングセンターなどが台頭し、狛江にもその波がやってくるが、大規模小売店舗における小売業の事業活動の調整に関する法律によって、出店に地元商工会との調整が必要になった結果、多くの出店計画は糾弾された。
狛江には1978年に岩戸南への高島屋ストアの出店計画があったが、多くの反対に遭い中止されたほか、シズオカヤなども出店計画が撤回されることとなった。現在狛江駅南口に位置する三和に対しても激しい反対運動が生じたが、度重なる話し合いの結果、出店が認められることとなった。1985年の『狛江市地域商業振興計画書』では市内のスーパーマーケット出店などに反対運動を展開した商業者に対して、地域内での競争を回避した結果、他都市との商業競争に全面的に敗れていると指摘している。
現在では後述の狛江駅北口の再開発に伴い建設されたエコルマ（後述）の他、2017年には世田谷通りにニトリ狛江ショッピングセンターとヤマダデンキが、2021年には和泉多摩川商店街にイオングループによるまいばすけっとなども開店し、狛江市への大手企業の参入も相次いでいる。
また、市周辺に撮影スタジオなどが多く所在するため、市内はよくドラマや映画の撮影に使われ、撮影を有償で支援する組織として狛江市観光局に狛江ロケーションサービスが設置されている。

### 開発

#### 狛江駅北口整備事業

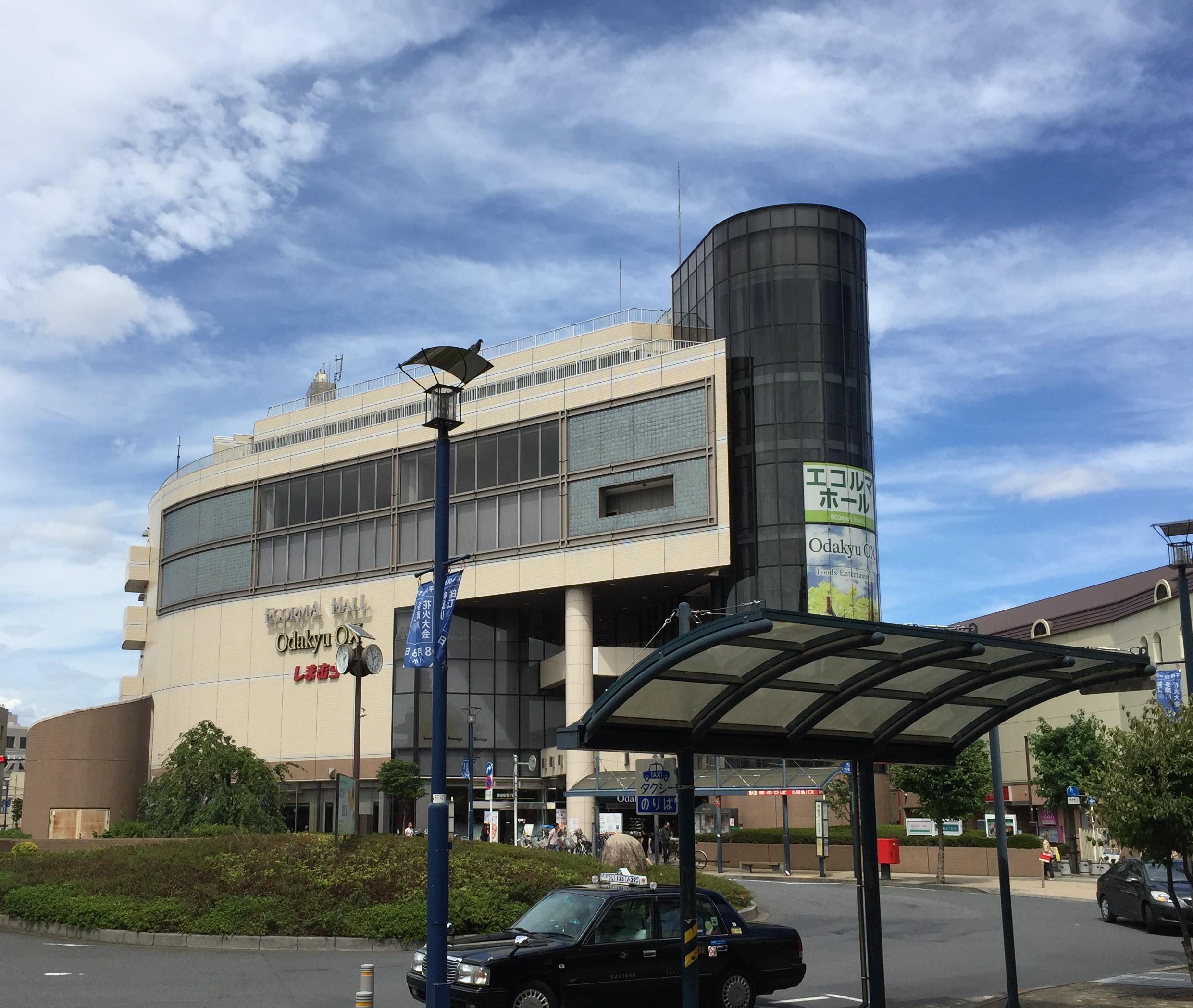
ECORMA1

1975年に市は小田急線の高架化に併せ、狛江駅北口の北口の再整備が決定し、その後5年間調査や計画の策定を行った。当初、狛江の町の核として大規模に開発する必要性が指摘され、初期の計画図によると、当初あった狛江一小を移転させ、駅前に交通広場を整備し南口と道路で連絡、その西側にコミュニティセンターを、正面および東側に再開発ビル8棟を建設するという非常に大規模なものであった。
この計画は、今後の市の発展の起爆剤になるとされ重要な地位を占めていたが、住民は反対運動を展開し「狛江駅北口問題を考える会」（以下考える会とする）を発足させ、また再開発予定区域に緑地が含まれていたことから緑地保全を求める運動も併せて行なった。考える会は独自に再開発の計画を立て、ケースA、ケースBを提示した。ケースBは大量の資金が必要ながらもある程度の効果は見込めるものであったのに対し、ケースAは開発は容易だが、再開発の完全性としては疑問が残るものだった。しかしながら、市は開発の容易さからケースAを採用し、計画の規模は大幅に縮小され、かつ計画に遅れが生じた。
考える会はその後も活動を続け、新たに建設される予定の再開発ビルのデザインについても検討を行って市に報告書を提出した。その後計画は承認され、再開発ビル3棟、北口交通広場、地下駐車場、交通広場西の緑地について整備を行うこととなった。再開発ビルの名称は一般公募によって決定され、Ecology、Community、Originality、Reborn、Message、Amenityの頭文字をとって合わせた「エコルマ（ECORMA）」に決定し、第一再開発ビル4階から6階にかけて設置される市民ホールの名称も「エコルマホール」に決定された。緑地保全については考える会の要求を全面的に受け入れ、都市計画法の基づく緑地保全地区の指定を受け、狛江弁財天池特別緑地保全地区として保存されることになった。
なお、この再開発計画によって市の財政が悪化したうえ、、規模も当初より大幅に縮小された。

## 政治

### 市政

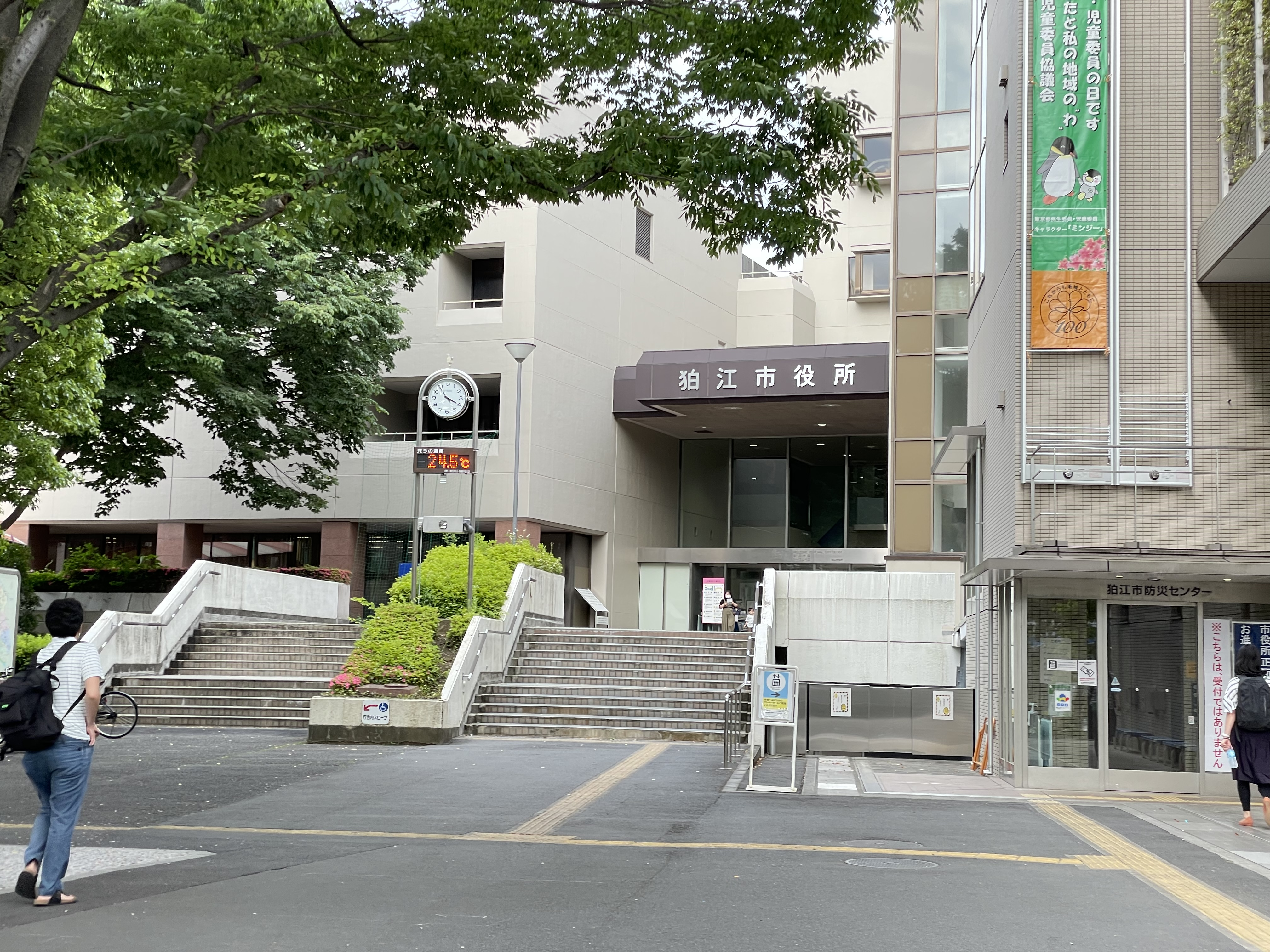
狛江市役所と狛江市議会が入る狛江市庁舎

狛江市の執行機関は狛江市役所である。狛江市役所は市民により正当に選挙された狛江市の首長たる狛江市長を長とする組織で、狛江市の執行機関としての事務を行う。市長の任期は地方自治法により4年と定められている。
狛江市の議決機関は狛江市議会である。狛江市議会は地方自治法第89条に基づき狛江市議会が設置されている。定数は22名。狛江市役所とともに狛江市庁舎内に設置されている。

### 国政・都政
衆議院議員選挙において狛江市は調布市、三鷹市、稲城市の一部とともに東京都第22区に属す。東京都議会議員選挙においては狛江市と調布市で構成される北多摩第三選挙区に属す。定数は3名。

## 機関

### 警察
警視庁の調布警察署が調布市と狛江市を管轄しているため、狛江市内に警察署はない。調布警察署の庁舎は管轄地域の中心である調布市国領町の甲州街道沿いにある。過去に市の中心に警察の拠点がほしいという要望から「大型交番」が設けられたが、現在までに廃止、残った建物は市商工会館として使われ、交番としての機能は狛江駅前北口ロータリーに移転された。

#### 交番
- 狛江交番
- 和泉多摩川交番
- 岩戸交番
- 小覚交番
- 中和泉交番
- 猪方交番

### 消防
消防は市町村の事務であるが、本市は多摩地域の多くの自治体と同様に東京消防庁へ業務を委託している。119番通報は立川市にある第八消防方面本部の多摩災害救急情報センターにつながる。多摩川対岸の狛江市市域での水難事故などでは川崎市消防局が出動する場合がある。
狛江における消防の歴史は、1895年12月に創設された消防組から始まった。消防組は各地域ごとに組織された5個の組を基本単位とし、211人で構成される大規模な組織だった。のち警防団令により警防団となり、終戦後の1948年に197人で構成される狛江村消防団となった。長らくこの体制は変わらなかったが、1962年1月25日午前4時9分に発生した佐藤病院火災が転機となった。病院の杜撰な危機管理体制や消防資材の不足から事態は急速に悪化し、佐藤病院の敷地約1,000平方メートルが全焼、入院患者7人が焼死するという結果となった。この火災から、町では常設消防設置の動きが加速し、同年8月には町内に常設消防本部が設置され、今日の狛江消防署となった。

#### 消防署
狛江消防署と猪方出張所が存在する。かつて南部地域へは小田急線踏切により移動に時間がかかったため猪方出張所が1974年5月に新たに開設された。

#### 消防団
消防団は現在第一分団、第二分団、第三分団、第五分団、第八分団、野川分団の6個分団となっている。各分団に1台のポンプ車が配備され、それぞれに自動体外式除細動器（AED）を搭載している。

### 医療
市内には東京慈恵会医科大学附属第三病院と東京多摩病院が位置する。
明治時代中期になっても狛江には医者がおらず、狛江村発足後もしばらくは無医村となっていたが、1927年に小田急線が開通すると狛江駅前に「片岡医師」が開業し、無医村を脱した。1950年7月19日には東京慈恵会医科大学附属第三病院が開設され、医療は充実した。当時村民は、役場で発行された診察券をこの病院で利用すると診察費等が減額されるという、当時にしては画期的なシステムがあった。

### 郵便
郵便番号は「201」から始まる。以前は調布郵便局管轄で郵便番号は182であった。現在は、狛江局が配達、調布局が取集め、消印は東京北部郵便局で行っている。

#### 郵便番号
- 〒201-0000 - 狛江市[注 8]
- 〒201-0001 - 西野川
- 〒201-0002 - 東野川
- 〒201-0003 - 和泉本町
- 〒201-0004 - 岩戸北
- 〒201-0005 - 岩戸南
- 〒201-0011 - 西和泉
- 〒201-0012 - 中和泉
- 〒201-0013 - 元和泉
- 〒201-0014 - 東和泉
- 〒201-0015 - 猪方
- 〒201-0016 - 駒井町

ただし、大口事業所の固有番号として、狛江市役所の郵便番号201-8585など、いくつかの例外が存在する。

#### 郵便局
狛江郵便局で日本で初めて絵手紙教室が開かれたことから、狛江市は「絵手紙発祥の地 - 狛江」として宣伝している。狛江郵便局には絵手紙メモリアルポストが設置され、各種絵手紙に関わるイベントを後援している。
- 狛江郵便局
- 狛江西野川郵便局
- 狛江東野川郵便局
- 狛江中和泉郵便局
- 狛江岩戸郵便局
- 狛江駅前郵便局
- 和泉多摩川駅前郵便局

## 施設

### 上下水道

#### 上水道
給水は市町村の事業であるが、多摩地域の多くの自治体は上水を供給する東京都水道局から事務委託されていた。本市もそれに倣っていたが、2007年4月1日に事務委託を廃止して都営一元化された。市独自の水源は地下水のみで、現在も西野川に4か所と和泉本町に2か所の取水井戸を持っている。それ以外の水は東村山浄水場から送られており、その水源の割合は〈多摩川：利根川 ＝ 3：7〉となっている。
多摩川の分は羽村取水堰から取水しているものである。これらの割合は〈井戸：都 = 1：9〉で、和泉本町の浄水場で両者は混合され給水される。
市内には多摩水道橋や水道道路などがあるが、これらは川崎市多摩区にある長沢浄水場と田園調布エリアを結ぶ長沢系と呼ばれるもので、本市への給水には直接関与しない。しかし前述した都の東村山系の事故発生時には、この長沢系も使えるようになっていて、バックアップのようには機能する。世田谷区喜多見の砧浄水場は一部敷地が狛江市になっているものの、世田谷区南西部の給水を担っており、こちらも本市には関わらない。
狛江市唯一の浄水場として和泉本町給水所がある。東京都水道局が管理し、大規模災害発生時に応急給水拠点となる。確保水量は2,260 m³。過去、狛江浄水場が存在していたが、現在は廃止され狛江市立狛江第三中学校になっている。また、元和泉の3 haにも及ぶ空地は東京都水道局の資材置き場と水道局員の住宅となっている。後者の空地について、市は都立公園として開発するため努力している。

#### 下水道
下水道に関しては、1969年から100億円余を投じて整備が進められ、1979年に市内全域が完備された。下水道完備の自治体としては全国で4番目である。下水処理は大田区の東京都下水道局森ヶ崎水再生センターで行っている。
また、市はマンホールカードを作成し配布している。カードは「コサギ」と「絵手紙」の2種類があり、市役所の下水道課窓口において受け取ることができる。

### ごみ処理
ごみ処理は有料である。ごみを廃棄する場合は市指定の有料ごみ袋を購入する必要がある。
多摩地域の他市と多摩川衛生組合を構成していて、稲城市大丸の多摩川沿いにあるクリーンセンター多摩川などの処理施設を共有している。組合は長らく狛江市、稲城市、多摩市の3市で構成されていたが、1990年代に多摩市が脱退、府中市と国立市が加入し、現在はこの4市で構成されている。最終処分場には日の出町の二ツ塚廃棄物広域処分場を利用している。ただし、市内で回収された缶や瓶、ペットボトルは市内の狛江市ビン・缶リサイクルセンターに運ばれ、分別や減容などが行われる。
多摩川衛生組合が組織されるまでは町が独自にごみ処理を行なっていた。1959年からごみ処理が行われるようになり、当時ごみは砂利採取によってできた穴に埋め立てたり、堆肥として利用したい農家の畑に積み上げるなどの方法で処理されていた。その後ごみは増加し、穴が満杯になってしまうと、小足立の林に埋めるようになった。翌年には稲城町の林に、次は浦和市に、最終的に溝口の残土捨て場にと、最終処分場は点々とした。

### 電話
狛江局収容。電話普及期に世田谷区内の砧電話局から架線されたという経緯があるため、市外局番は市域のほとんどが東京23区と同じ03である。東京23区外における03は調布市や三鷹市の区部に接する一部地区でもみられるが、市内全域で市外局番が03であるのは狛江市のみであり、珍しい。狛江で初めて電話を引いたのは料亭であった玉翠園である。
なお、狛江市と調布市にまたがる多摩川住宅（西和泉）と神代団地（西野川）では、調布局の042が使われている。

### メディア
- 狛江ラジオ放送 - 狛江市を放送対象地域としてFM放送する放送事業者。愛称はコマラジ。
- k-press - 狛江市と川崎市の情報を主に伝えるインターネット新聞。狛江市に所在する。

### その他

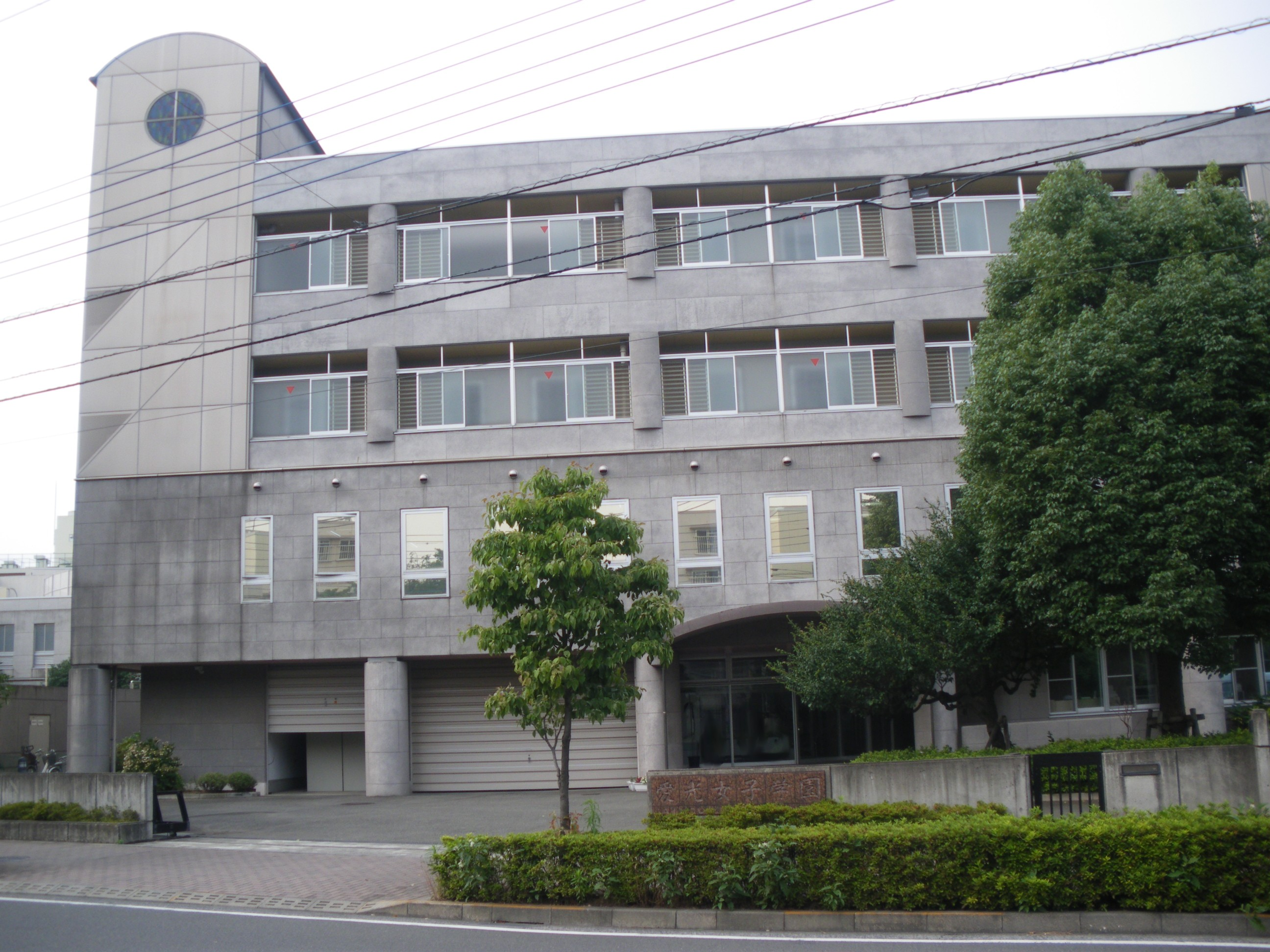
愛光女子学園を正面から見る

- 愛光女子学園 - 東京矯正管区に所属する女子少年院。法務省矯正施設。[120]。
- 防衛省狛江スポーツセンター - 元和泉に位置する防衛省共済組合が直営する総合運動施設。ゴルフ練習場やテニスコート、野球場などがある。防衛省共済組合員以外も施設を利用することができる[121]。

- 東京都大気汚染測定室 - 中和泉の伊豆美神社そばにある観測所[122]。大気汚染にかかわる各種物質の量の測定などを行なっている。

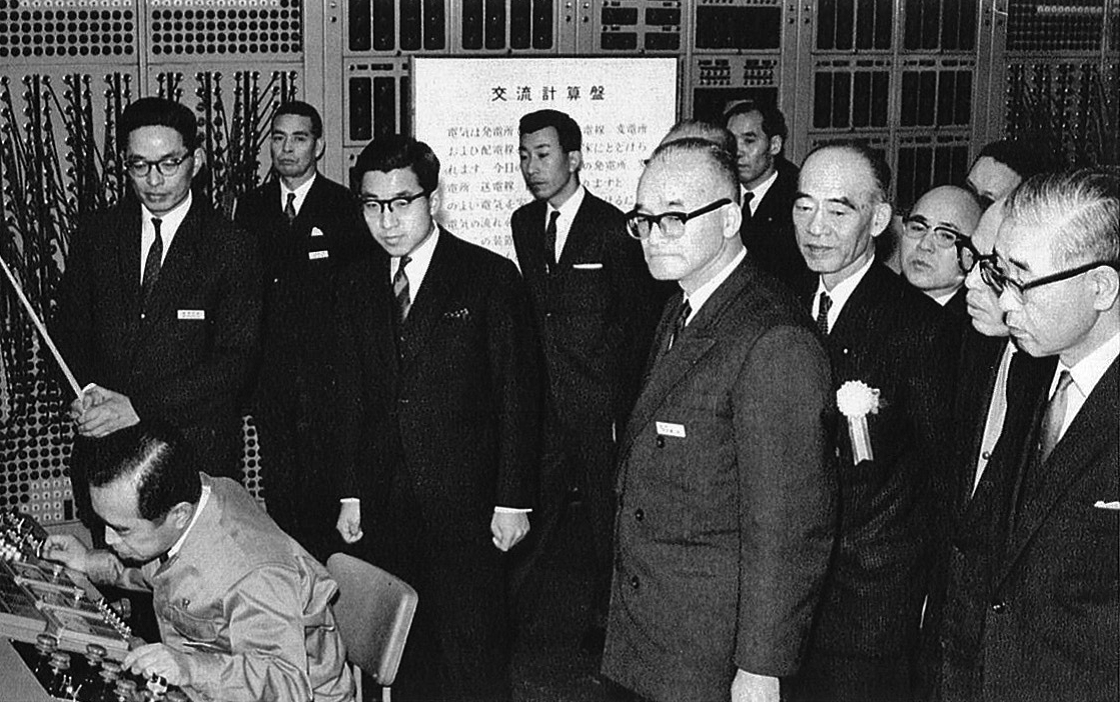
電力中央研究所を見学する当時の皇太子（1965年）

- 電力中央研究所 - 日本の発電技術の開発を担うシンクタンク兼研究機関。
- 送電線 - 市を北西から南東に貫いている送電線はJR東日本のもので、新潟県小千谷市の発電所から横浜市鶴見区の変電所を結んでいる。総延長は約300 kmに及ぶ。
- 小田急マルシェ狛江

## 教育

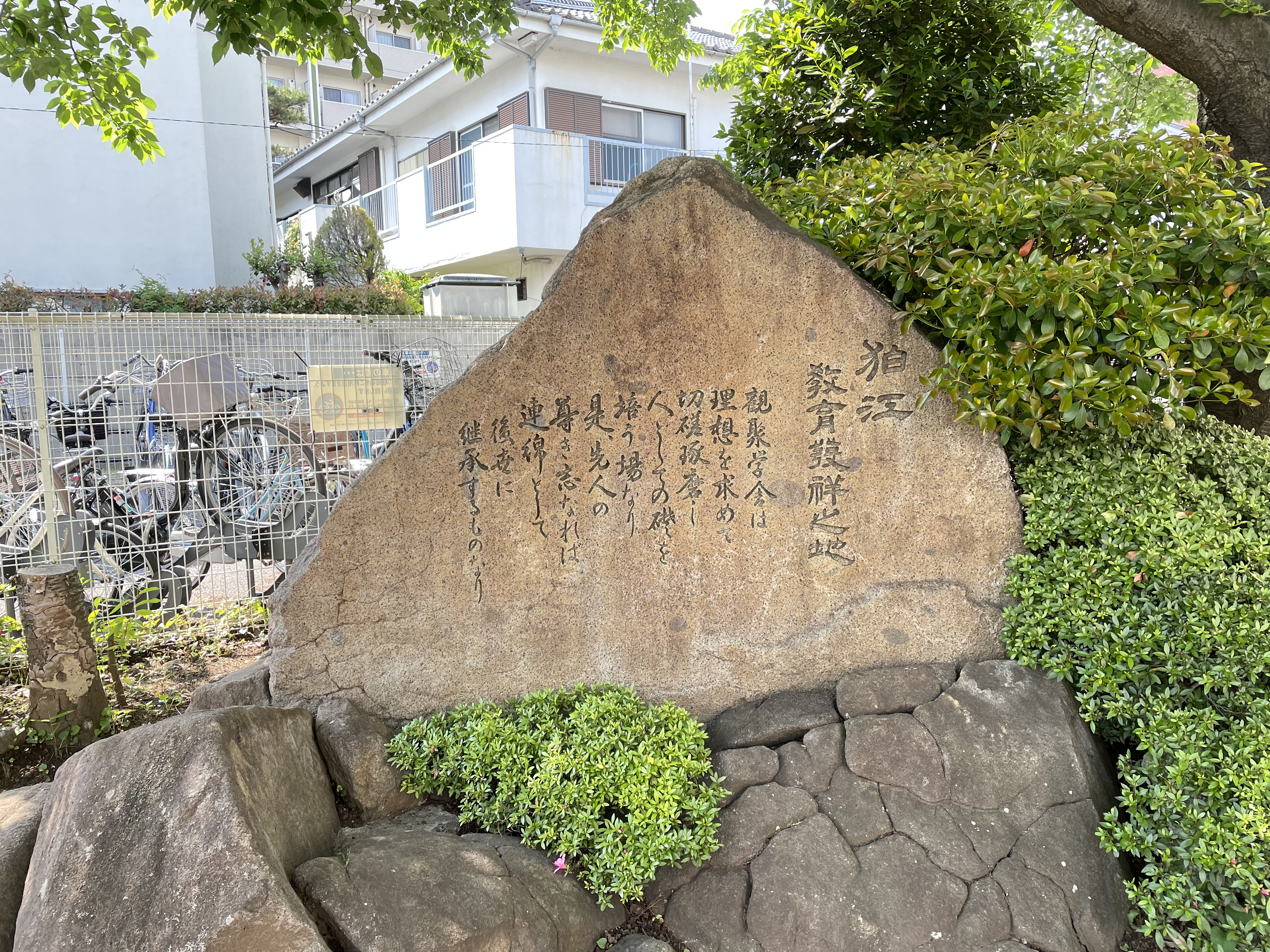
狛江教育発祥乃地の碑

狛江における教育は泉龍寺にあった私塾を起源とする。私塾は1872年（明治5年）9月25日に併合され、公立観聚学舎として和泉村、猪方村、岩戸村と駒井村の計4村の協力により新たに設立された。観聚学舎は名前を変え、現在の狛江市立狛江第一小学校として今も残る。

### 学校教育

#### 小学校
かつて狛江市立狛江第八小学校までの計8校が存在していたが、現在は6校の小学校が存在する。
前述の通り、公立観聚学舎を源流とする狛江市立狛江第一小学校が最も長い歴史をもつ。公立観聚学舎の設立により、児童は教育を受けることができるようになったが、1874年の調査によれば就学率は37%で、高いとはいえない状況であった。市はこの状況について学校が生徒から授業料を徴収していたことなどに起因するとしている。和泉学校は1878年に慶岸寺に移転されたが、これにより一部地域の児童が遠距離通学を強いられるようになり、組合の足並みが揃わなくなった結果、1880年5月に廃された。
廃止後1年もせずに駄倉に新しい和泉学校が設立され、初等教育が再開されることとなった。1882年には就学率は51%に達し、明治後半になるとほとんどの児童が学校に通うこととなった。同時に、農業教育も重点的に行われた。また、5月から6月にかけて農業に従事するために多くの児童が欠席するため、農繁休業が設けられた。さらに1908年には、新しい科目として農業が追加された。その後1910年、狛江尋常高等小学校に狛江実業補習学校が附設され、将来農業に従事する児童を対象に授業料無料で農業・修身・算術・国語を教えた。この実行補習学校の就学期間は2年間とされ、農業閑散期の冬に開校していた。
その後地震や戦争により狛江国民学校の校舎は2度焼失したが、青空教室などを経て児童数は増え、狛江村立狛江小学校和泉分校が設置された。この分校は2年後に狛江村立狛江第二小学校となり、同時に狛江小学校は狛江村立狛江第一小学校と改名した。
1957年には狛江町立狛江第三小学校が開校し、南部で初めての小学校となった。狛江第三小学校では翌年より市内で初めて学校給食が開始された。また、町の失業対策事業の一環として各学校にプールが建設された。
その後も人口増加が続き、1966年に狛江町立狛江第四小学校が設置され、2年後には狛江町立狛江第五小学校、さらに3年後には狛江市立狛江第六小学校、そのさらに2年後には狛江市立狛江第七小学校と、各地に学校が設置された。特に狛江第四小学校の校舎は初めて木造でない校舎として建設され、また特徴的な形だったため「飛行機型校舎」と呼ばれ親しまれた。この時期は町（市）内各地で団地やマンションなどの建設が進んでいたため開校時からプレハブ校舎での授業が行われるなど、人口増加に間に合わず立て続けに学校の設置が行われた。10年で4校の学校が新設されたが、それでも狛江第四小学校では多摩川住宅の入居開始8年を迎え児童数は増加し、児童数1,257人とマンモス校となったため、1975年に狛江市立狛江第八小学校が開校した。同年、狛江第五小学校でも児童が急増したため、狛江市立狛江第九小学校の設置が計画されたが児童数は減少に転じたため立ち消えとなった。その後も狛江第一小学校の児童数がマンション建設により急激に増加するなどしたが、どれも学区域変更によってその場を凌いでいる。
平成になり、市内の児童人口は減少に転じた。特にそれぞれ団地やマンション建設に伴って設置された狛江第四小学校（多摩川団地）と狛江第八小学校（都営狛江住宅）、狛江第二小学校（都営狛江住宅）と狛江第七小学校（都営狛江住宅）で児童数の減少が目立ち、前者の2校は2001年に狛江市立和泉小学校に、後者の2校は2005年に狛江市立緑野小学校にそれぞれ統廃合された。

##### 小学校一覧
- 狛江市立狛江第一小学校
- 狛江市立狛江第三小学校
- 狛江市立狛江第五小学校
- 狛江市立狛江第六小学校
- 狛江市立和泉小学校
- 狛江市立緑野小学校

##### 廃止小学校一覧
- 狛江市立狛江第二小学校
- 狛江市立狛江第四小学校
- 狛江市立狛江第七小学校
- 狛江市立狛江第八小学校

##### KoKoA
すべての小学校に狛江市の放課後児童クラブであるKoKoAが設置されている。各小学校に属す全児童は登録していれば、KoKoAに放課後17時00分ごろまで滞在し、遊んだり宿題をしたりするスペースとして利用できる。

##### 学童クラブ
狛江市内小学校に通う保護者の就労などの理由で帰宅しても十分な保護を受けることができない児童を対象に学童クラブが設置されている。前述のKoKoAと違い、最も遅くて20時00分ごろまで、また学校がない土曜日も受け入れていることが特徴。ただ、希望者に対し定員が少ないため、非常に入ることが難しい。学童クラブは下記の5つがある。
- 上和泉学童保育所
- 猪方学童保育所
- 松原学童保育所
- 東野川学童保育所
- 駒井学童保育所

#### 中学校
市内における中学校の歴史は前述の狛江尋常高等学校に遡る。狛江尋常高等学校は1941年に狛江国民学校に、1947年に狛江小学校となり中学校と完全に分離された。
1947年4月1日には学制改革における新制中学校として狛江村立狛江中学校が設置され、同年4月19日より授業が開始された。設置後20年間は狛江における唯一の中学校であったが、生徒数は1,000人を超え、また南部に住む町民にとって狛江中学校は遠方に位置し不便であったことから、1967年に南部に狛江町立狛江第二中学校が設置され、同時に狛江中学校は狛江町立狛江第一中学校に改名された。しかしながら狛江第一中学校では生徒数が増え続け、1972年には再び1,000人を数えた。1973年に狛江浄水場の跡地に狛江市立狛江第三中学校が開校したが、それでも再び狛江第一中学校の生徒数が増加したため1980年に狛江市立狛江第四中学校が開校した。
狛江第四中学校は開校当時から児童数減少が予想されていたため市内最後の開校となった。その後、狛江第三中学校の狛江第一中学校への統合や狛江第三中学校の狛江第四小学校跡地への移転なども議論されたが、全て実現には至らなかった。

##### 中学校一覧
- 狛江市立狛江第一中学校
- 狛江市立狛江第二中学校
- 狛江市立狛江第三中学校
- 狛江市立狛江第四中学校

#### 高等学校
市内唯一の高等学校として東京都立狛江高等学校がある。野球部とダンス部、箏曲部で有名。
狛江高等学校は1972年に開校した都立学校であるが、かつて狛江には東京府立玉泉中学校が建設される予定だった。この旧制中学校ははじめ東京府立第十八中学校といい、1940年4月に東京府立第十中学校を仮校舎として開校した。翌年には校舎を建てるため和泉本町一丁目が用地として確保され、同時に校名が玉泉中学校に変更されたが、着工には至らなかった。その土地は町が取得し、1948年に校舎が竣工、この校舎に前述の狛江中学校が移転した。玉泉中学校の校舎は完成することなく、1946年に東京都立第十中学校に併合された。
その後は狛江に高等学校が設置されることはなかったが、人口が増えていくにつれ市内への高校設置を求める請願が増え、1972年の東京都立狛江高等学校の開校に至った。

#### その他の学校
- 和泉本町四丁目に、看護系の専門学校である慈恵第三看護専門学校が所在する[153]。
- 狛江市内に大学はないが、狛江市と調布市にまたがる敷地に東京慈恵会医科大学医学部国領キャンパスがある。
- 狛江駅北口の元和泉一丁目に明治大学の学生寮である狛江インターナショナルハウスがある。2011年4月に竣工した[154]。国際交流寮と位置付けられている。
- 第二次世界大戦の終戦後、在日本朝鮮人連盟（以下朝鮮総連と略す）は玉翠園の跡地を買収し、同敷地に1946年3月に朝鮮中央高等学校を、1947年に朝鮮中央師範学校を建設した[155]。この2校は1949年に文部科学省の指令により接収された[156]。その後1955年8月16日、朝鮮総連は町内に朝鮮総聯中央学院を設置し、朝鮮総連の幹部や学習班などの人員（北朝鮮のスパイ）を育成していた[157]。その後この機関は八王子市に移転されたが、2000年代に消滅した。

### 社会教育

#### 図書館
狛江市立図書館は市内各地の6か所に設置されている。市内における公共図書館は1966年に開設された水曜図書室が最初で、名の通り水曜日にのみ開館する小規模な図書室だった。1977年11月23日には水曜図書館は狛江市立中央図書館となり、市民センターと同時に開館した。その後も各地域センターなどに図書室が建設され現在に至る。2020年6月10日にはオンライン上で一部書籍を閲覧できる「こまえ電子図書館」が開館した。
- 中央図書館
- 上和泉地域センター図書室
- 西野川公民館図書室
- 野川地域センター図書室
- 岩戸地域センター図書室
- 南部地域センター図書室

#### 体育施設
狛江市にある体育施設としては狛江市民体育館が最大である。2013年に多摩地域をメインとして開催された第68回国民体育大会では、バレーボール少年男子の会場として使用された。他の体育施設としてが市民グラウンドや、市民テニスコート、元和泉スリーオンスリーコート、多摩川緑地公園のグラウンドなどがある。また、閉校した狛江第四小学校の体育館が西和泉体育館として暫定利用されている。市民プールは狛江市民体育館に併設されている。

#### 博物館
市内に公立の博物館や美術館は存在しない。2023年現在では狛江古墳群に属する古墳のうち、現存する一部の古墳の公園化が進んでいる。出土品などは展示されていない公園となっているが、古墳が見学できるようになっている。また、博物館に準ずる施設として、むいから民家園がある。江戸時代に市内に存在した家を保存・移築し公園としたもので、無料で観覧できる。

## 交通

### 鉄道

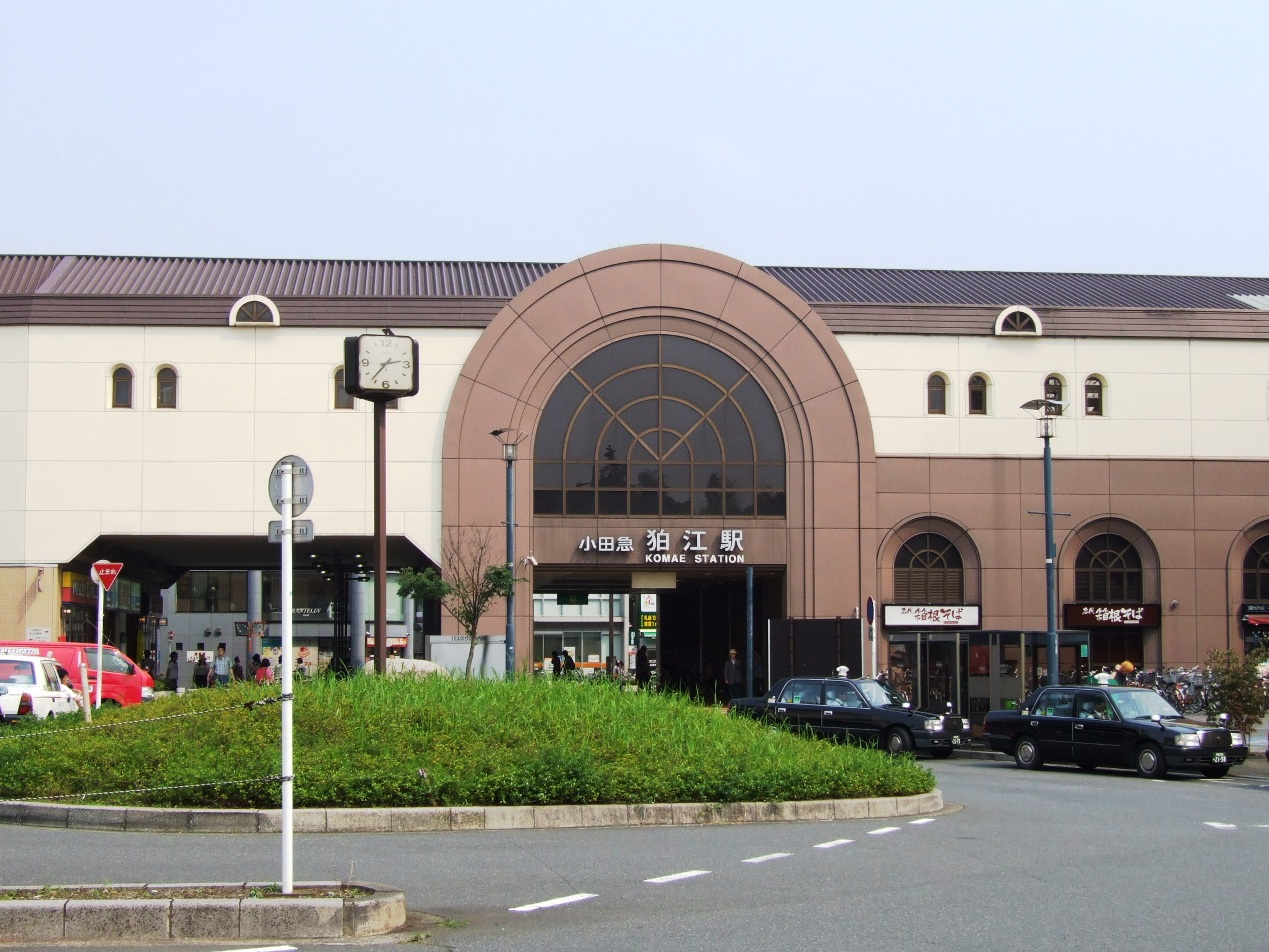
狛江駅

市内には小田急小田原線が通っており、市内には狛江駅、和泉多摩川駅の2駅が設置されている。世田谷区喜多見にある喜多見駅も利用しやすい。また、市北部からは調布市内にある京王線仙川駅、つつじヶ丘駅、柴崎駅、国領駅も利用できる。狛江駅と国領駅間の南北のアクセスはバスが担っている。
 小田急小田原線
- 和泉多摩川駅 - 狛江駅 - （喜多見駅） -
1995年に高架化されるまで各地に踏切などが存在し、開かずの踏切問題や交通渋滞、沿線の騒音被害などのほか、線路も2線しかなく、電車はピーク時には混雑率は200％を超えるなど多くの問題を抱えていた。その後高架複々線化がなされ、現在では安全に通行できるようになったとともに、輸送力なども飛躍的に向上した。現在市内に踏切は存在しない。
最大の駅は狛江駅で、市の中心部にあり、狛江市役所はこの駅が最寄りとなる。接近メロディには市の歌「水と緑のまち」が採用されている。かつては市内では和泉多摩川駅のみが設置される予定であったが、住民の請願駅として開設された経緯をもつ。また、喜多見駅は駅の住所こそ世田谷区であるものの、駅舎は狛江市に跨って建っていて、一部地域では喜多見駅が最寄駅となる。喜多見駅にはかつて「狛江市側臨時改札口」が存在したが、廃止されている。

### バス

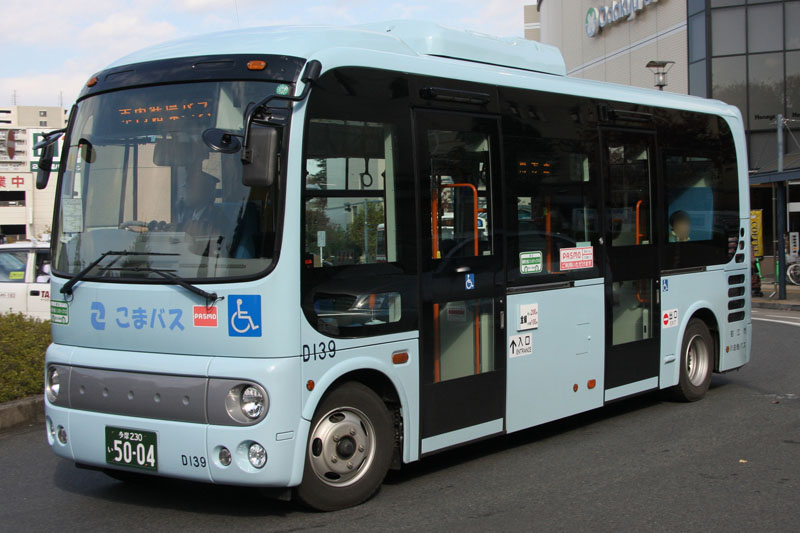
「こまバス」の車両。現在は側面に絵手紙のラッピングが施されている。

小田急バスと京王バスが乗り入れており、主に京王線、東急田園都市線の駅とを結ぶなど市内の南北方向の交通を支えている。市内から多摩川を渡って神奈川県方面へ越境する路線バスはない。狛江市内を発着する路線バスは東京23区内と同じ前乗り中降り均一運賃である。市内に小田急バス狛江営業所がある。また所在地は調布市国領町であるが京王バス調布営業所も市内のバスの運行を担当する。
 こまバス
他に狛江市内を走るバスとしてはコミュニティバスである「こまバス」がある。2008年11月24日より運行が開始された。小田急バスに運行を委託している。こまバスの名前は狛江の「狛」のみを表すのではなく、市内を「細」かく走るバスという意味がある。ルートは北回りと南回りの2種類がある。バスは北回りは時計回りに、南回りは反時計回りにしか巡回しない。運行間隔は40分である。

### 道路
市内を東京都道が3路線通る。市内に国道と自動車専用道路は通らない。市道は市内に900路線ほどある。それらの道路の総延長は2019年時点で128,340メートルで、そのうち117,767メートル (92%) が市道、6,651メートル (5%) が主要地方道、3,922メートル (3%) が一般都道となっている。川で隔たれている川崎市とは、多摩水道橋で接続される。市は橋名を「狛江橋」とすることを提案したが川崎市と話がまとまらなかったため、水道局の提案で現行の名前となった。この橋が建設される以前は、対岸との交通を渡し船である登戸の渡しが担っていた。
狛江市を通過する東京都道は東京都道3号線世田谷町田線（世田谷通り）・東京都道11号大田調布線（狛江通り、水道道路、本町通り）・東京都道114号武蔵野狛江線（松原通り、六郷さくら通り）の3路線がある。いずれも一部が緊急輸送道路として指定されていて、狛江市における道路の根幹である。また、市内の堤防道路全部が緊急河川敷道路に指定されている。高速道路は2023年現在市内を通過しない。周辺のインターチェンジとしては東名高速道路の東京ICもしくは東名川崎IC、中央自動車道の調布ICもしくは高井戸IC、首都高速3号渋谷線の用賀出入口、首都高速4号新宿線の高井戸出入口がある。
狛江市は、多摩ナンバー（多摩自動車検査登録事務所）が割り当てられている。

### かつてあった計画

#### 鉄道
かつては狛江市内を通る鉄道の新路線を建設する計画がいくつかあったが、いずれも住民による反対などにより実現には至らず未成線に終わっている。
狛江駅を起点とする新線計画
小田急電鉄は小田原線の開通前後から多くの新線の建設を申請していたが、その1つである1928年6月に申請された計画は、狛江駅を始点として、砧、神代、千歳、高井戸、中野を経由して高田馬場に至る路線を建設するというものだった。この路線は当時の狛江の主力産業であった砂利採掘で採れた砂利を戸山の軍事施設に輸送するためのものだったとされている。この路線は資料に乏しく、計画後どうなったのかはわかっていないが、少なくとも計画は実現することはなかった。
地下鉄の喜多見駅乗り入れ
現在の東京メトロ千代田線である地下鉄9号線は、1964年の時点で世田谷通りの地下を通って喜多見駅に乗り入れることが決定されていた。後述の小田急線新線計画は、この千代田線の延長として計画されていた。千代田線が喜多見駅に乗り入れられるよう用意されたのが、現在喜多見検車区およびきたみふれあい広場として使われている広大な土地である。しかしこの計画は変更され、現在小田急線と千代田線は代々木上原駅で接続するようになっている。
多摩ニュータウンに至る新線計画
多摩ニュータウンの開発時、小田急電鉄は多摩ニュータウンに至る新線として、1962年に喜多見駅から分岐し狛江町内を経由する路線の計画をたて、免許が与えられていた（東京8号線）。この路線は喜多見駅で分岐したのち役場北側を通過、そのまま高架で西へ進み現在の中和泉三丁目の北側に新駅を開設し、多摩川を橋で渡るというものだった。この計画で小田急は新駅開設による恵沢としてその後建設される予定であった多摩川住宅へのアクセスのしやすさの向上に言及し、その意義を強調した。しかし、住民による騒音や立ち退きに対する不安から反対活動が活発化し、町議会も小田急による事前の説明が不十分なまま計画が進められたことに対する不信感から反対に傾いた。さらにこのルートは、多摩川に新たに架橋する必要があることや、京王相模原線と似たルートになる懸念が生じたことから、小田急は計画を取り下げるに至った。結局この路線は実現することなく、代わりに建設された路線が現在の小田急多摩線である。
小田急線以外の鉄道
1927年に小田急線が開通する以前から狛江を通過する路線の建設計画は複数存在した。1つは武相中央鉄道によるもので、千駄ヶ谷付近で甲武鉄道（現: 中央本線）から分岐し、世田ヶ谷や溝ノ口などに至るものであったが、狛江村の石井正義はこの「溝ノ口線」に代わって世田ヶ谷から狛江、生田、原町田を通過して厚木へと至る「登戸線」を提示し、実際に免許交付に至ったが会社の資金難により建設は叶わなかった。
また、多摩川電気鉄道による路線を狛江に敷設する計画もあった。この計画では狛江村内で生産される砂利や向丘村で生産される氷の輸送を目的として計画されたが、前述の武相中央鉄道と計画が一部重複していたため免許交付とはならなかった。その後は渋谷から三軒茶屋まで至る路線が計画され、玉川まで至る路線が1907年に開通している（東急玉川線）。開通後も砧線の砧停留所から小田急起業線玉川停車場（現: 和泉多摩川駅）まで延伸する計画もあったが、実現には至らなかった。
他、明治末期には軽便鉄道敷設計画があり、城西軽便鉄道によるものと京西軽便鉄道によるものの2つがあった。前者は立川停車場（現: 立川駅）から谷保村、調布町などを通過する計画で、後者は大崎停車場（現: 大崎駅）付近から目黒村、碑衾村、駒沢村、喜多見村、狛江村を経由したのち国領に至る計画であった。どちらも狛江村の政治家などが数名参加したが、実現には至らなかった。

#### 道路
多摩川堤防沿い自動車専用道路計画
過去には1970年ころに東京都によって立川と羽田を結ぶ自動車専用の路線である多摩川堤防沿い自動車専用道路を建設する計画があったが、各通過自治体で反対運動が起こり、狛江でも多摩川住宅の住民を中心に反対運動が展開され、東京都が案を凍結したため実現には至らなかった。
トラックターミナル建設計画
日本自動車ターミナル株式会社によるトラックターミナルが、千町耕地と呼ばれた2万5000坪の土地に建設される計画があった。さらに計画では、東京外郭環状道路から分岐し、狛江の中央を貫きこのトラックターミナルまでつなぐ高速道路も建設するとされた。町は騒音などによる公害を懸念し一貫して反対の立場を採り、この計画は白紙撤回された。

## 文化

### 建築物・名所

#### 神社仏閣

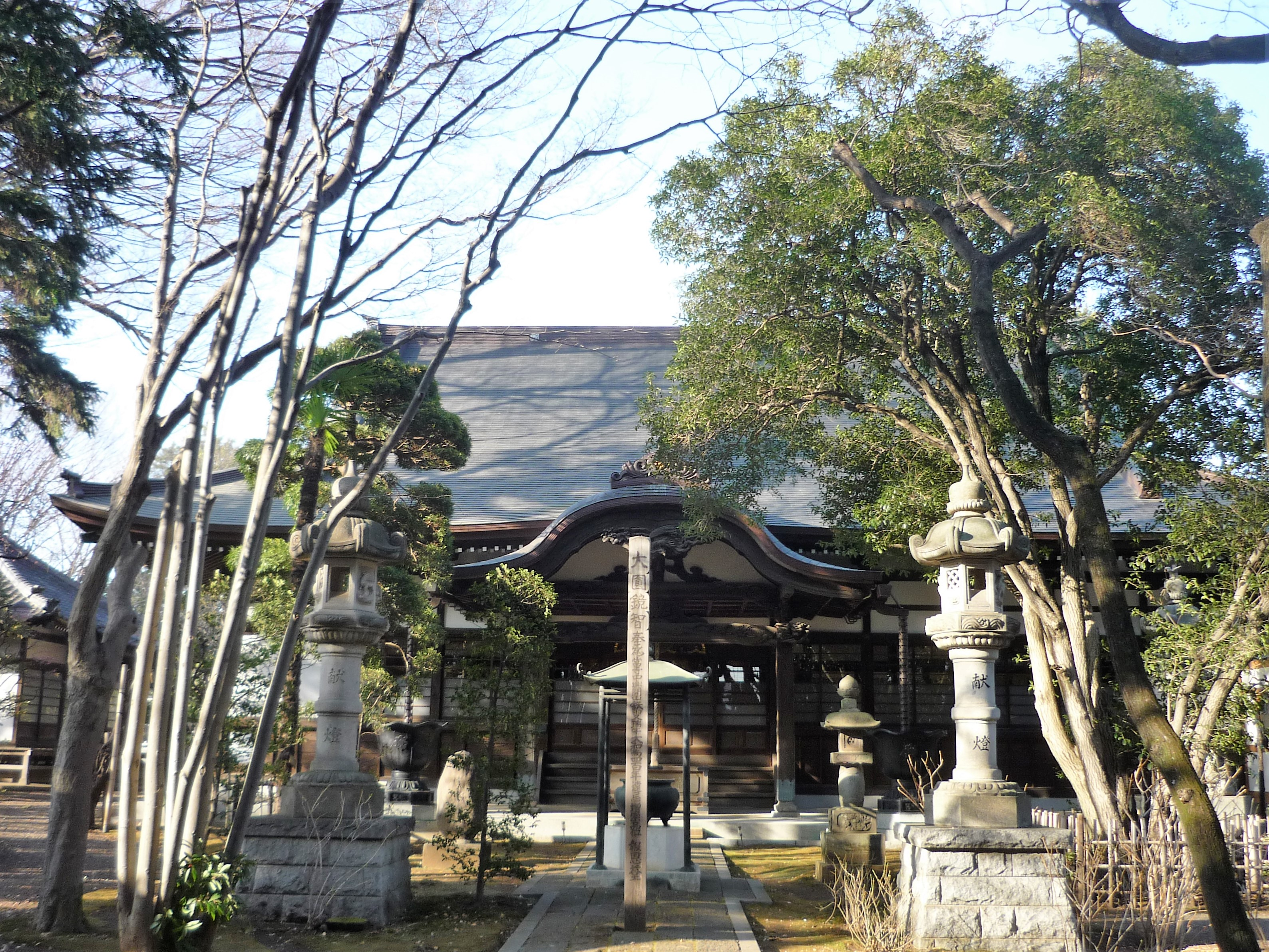
泉龍寺
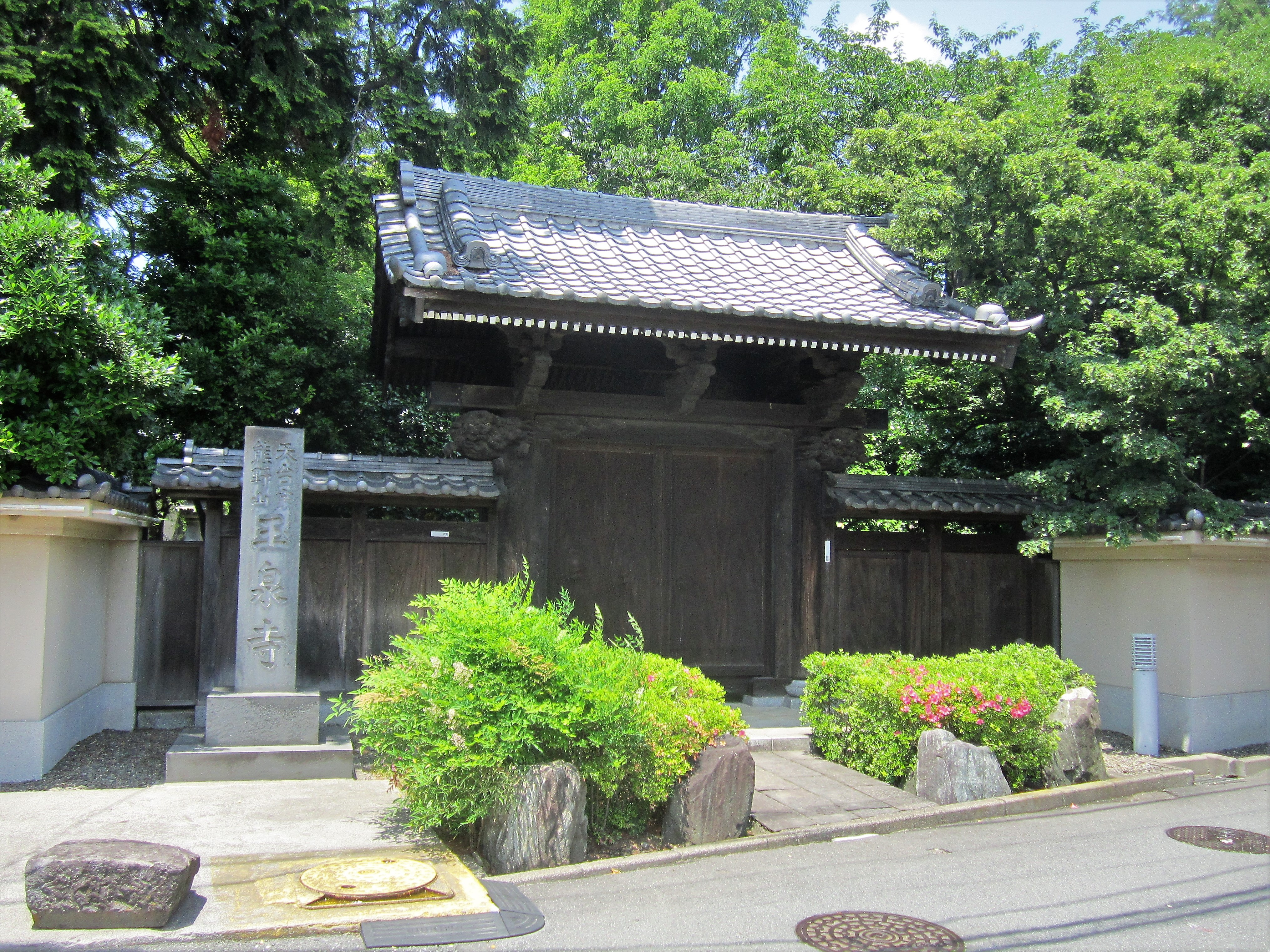
玉泉寺
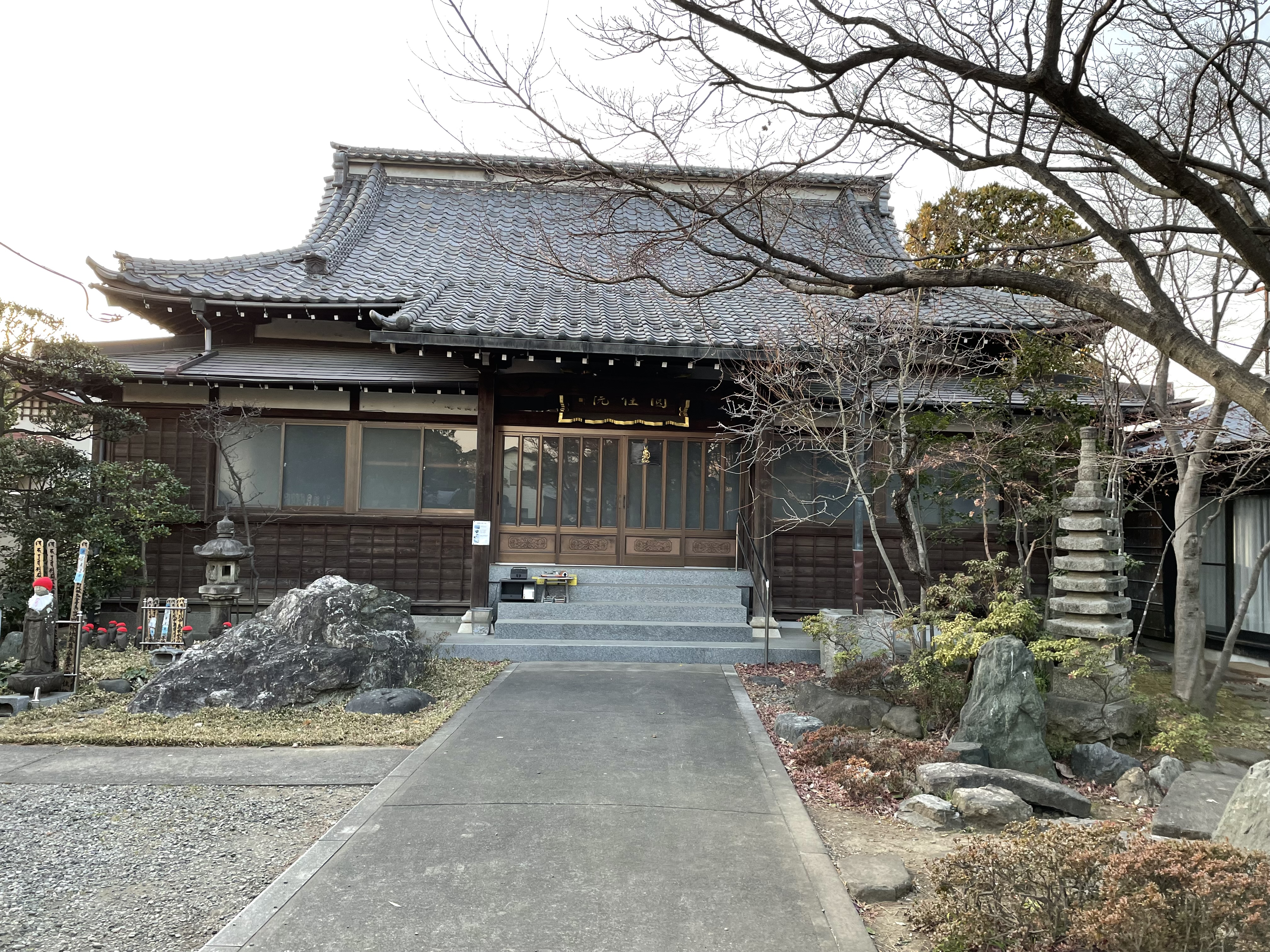
圓住院

狛江村として成立する前、現在の市域には6つの村があったため、市内には5つの村社と1つの郷社が存在する。和泉村の鎮守として鎮座していた伊豆美神社が市内で最大の神社で、近代社格制度において郷社とされた。

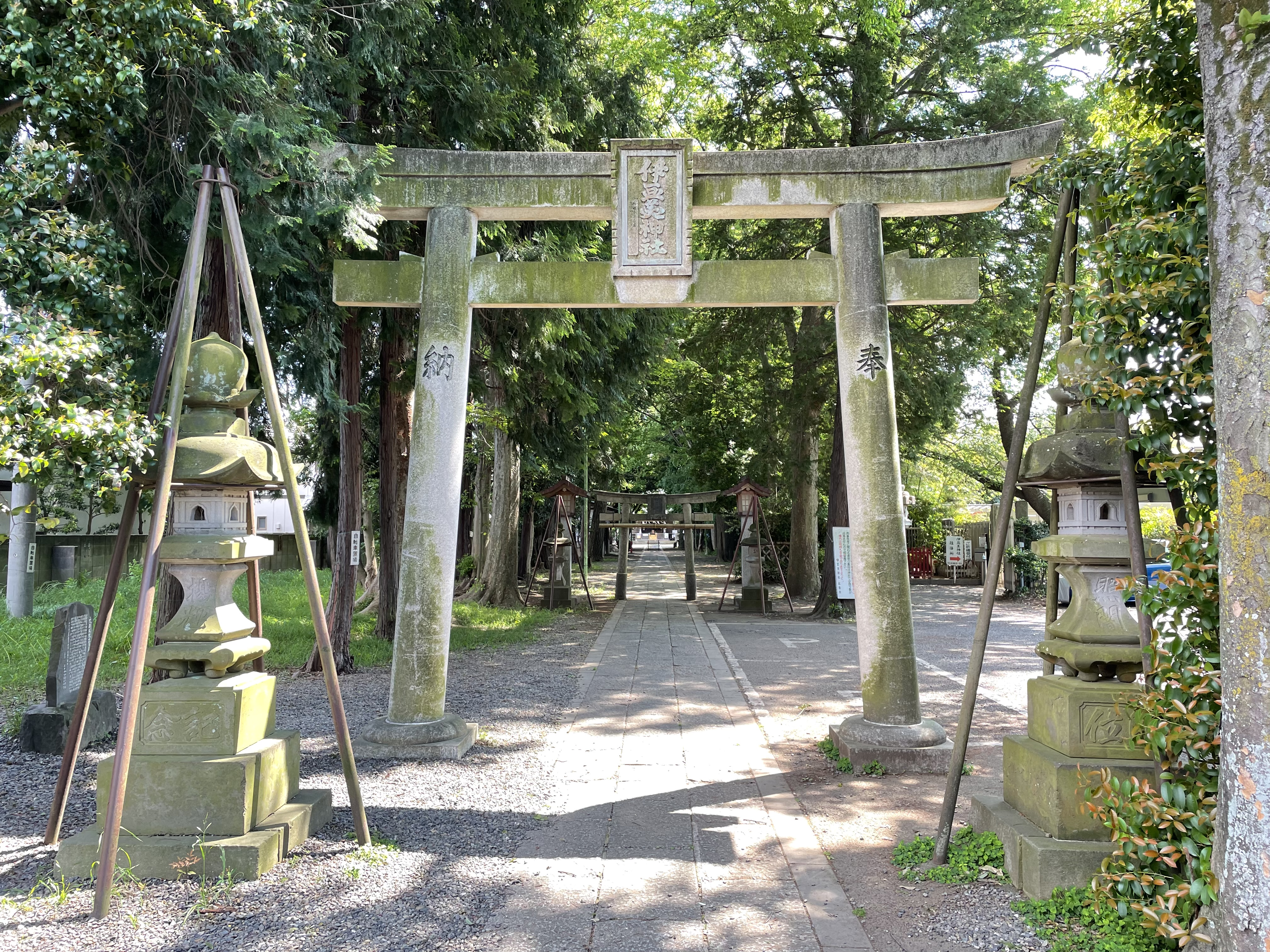
伊豆美神社
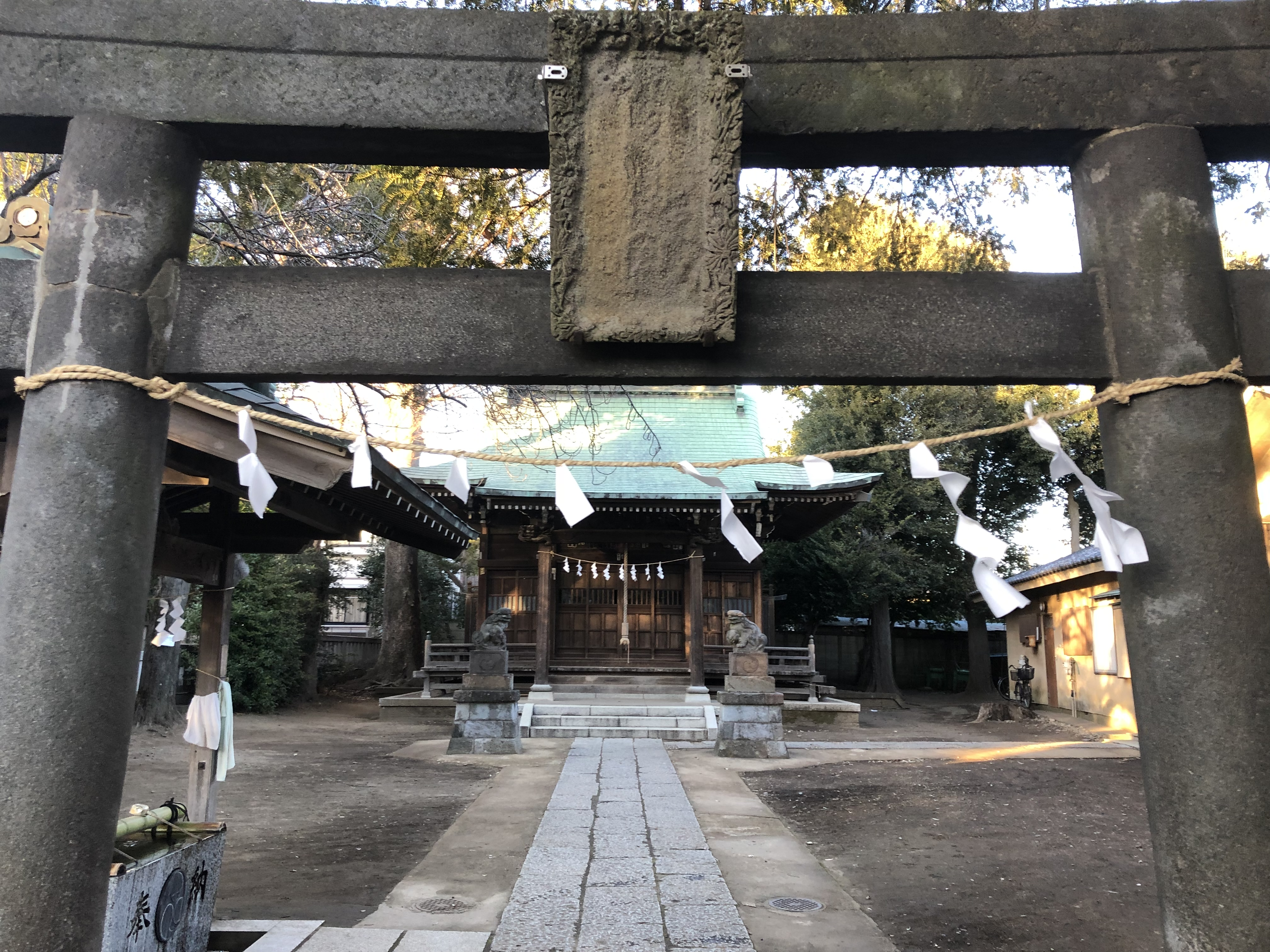
岩戸・岩戸八幡神社
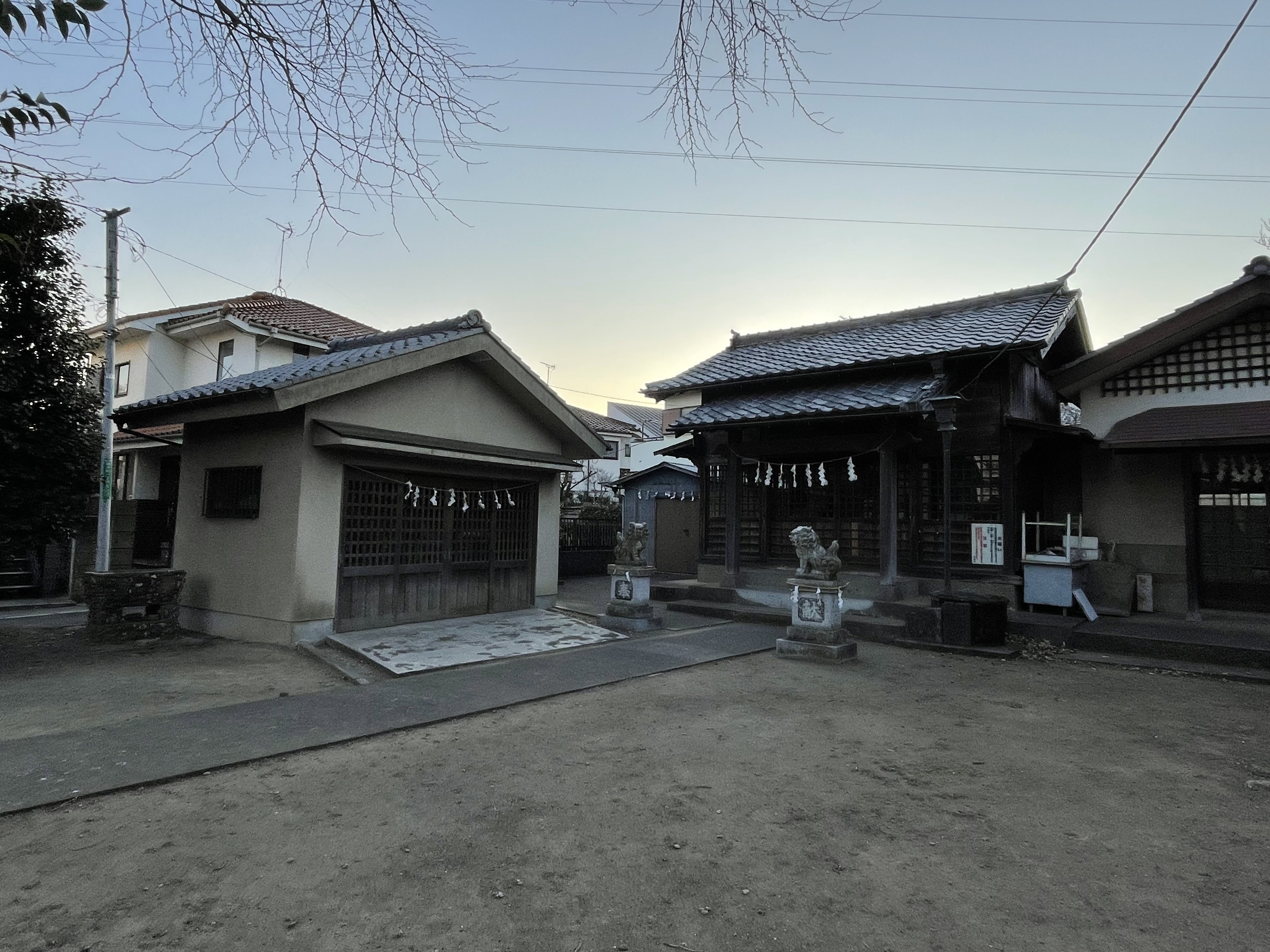
駒井・日枝神社
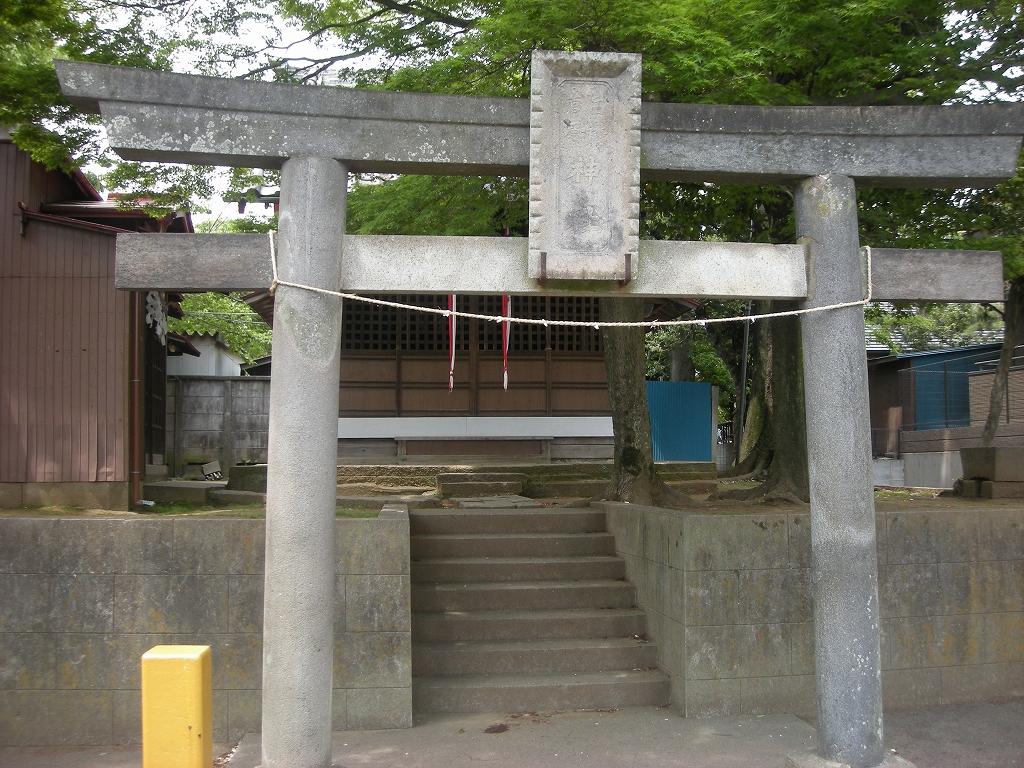
猪方・菅原白幡神社
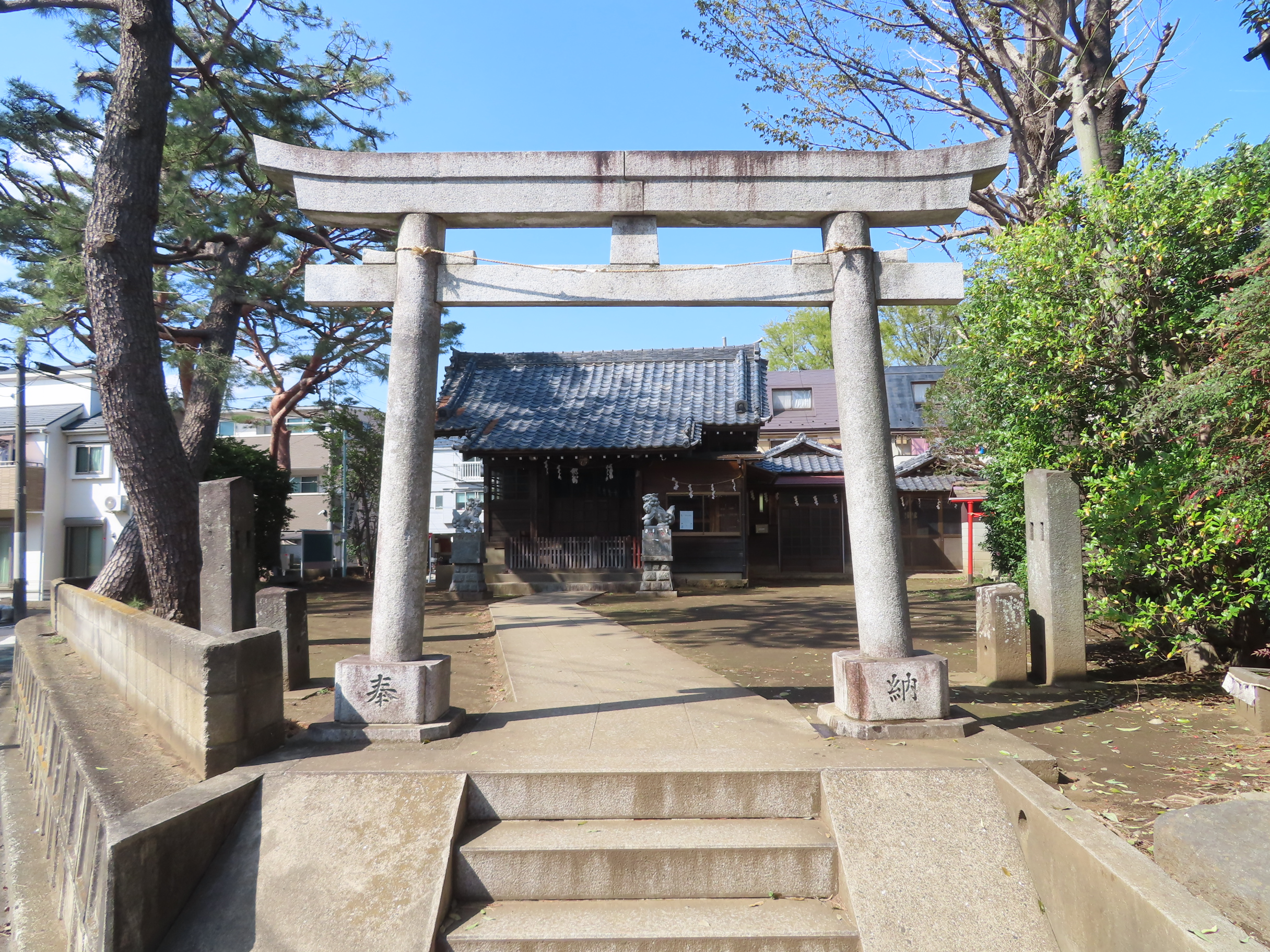
覚東・子ノ権現三島神社
小足立・子足立八幡神社

市内最大の寺社は狛江駅北にある泉龍寺である。
- 泉龍寺
- 玉泉寺
- 圓住院（wikidata）

#### 名所
過去には、狛江村の名所として玉川碑のほか「千町耕地古戦場」や「ペルリ（ペリー）提督来航記念樹」が挙げられているが、資料に乏しい。

### イベント
狛江市で開催されるイベントはいくつかあるが、特に以下の3つが比較的大規模である。
狛江・多摩川花火大会
1922年ごろに始まったといわれ、戦争によって中断した後、1950年に復活し、その後毎年7月下旬から8月上旬に催されていたが、2004年の第32回大会を最後に市の財政難により中断された。その後、2010年に市制40周年を記念し「音楽と花火の祭典」と題し復活。現在は「狛江・多摩川花火大会」の名称で、以降、2015年、2019年、2023年と不定期で夏に開催されている。
多摩川いかだレース
自作のいかだを用い、多摩川の五本松から河川敷グラウンド付近までの1,300メートルの川下りにかかったタイムを競う。タイムの他、いかだのデザインやアイデアにも賞が贈られる。優勝チームには和泉式土器をモチーフにした陶器製の「狛江古代カップ」が贈呈される。1991年に市政20周年記念行事として開催されて以来、毎年7月中旬に開催されている。
狛江市民まつり
1977年に市民センター開館記念として催されたイベントだったが、その後も毎年11月中旬に催されるようになった。市役所前広場、狛江第一市小学校や市民グラウンドなどが会場に使われる。パレードが行われたり、露店が出店するほか、歌手やヒーローによるショーなども行われる。毎年7万人ほどの来場者が集まる。

### 町おこし活動

#### 絵手紙発祥の地 - 狛江

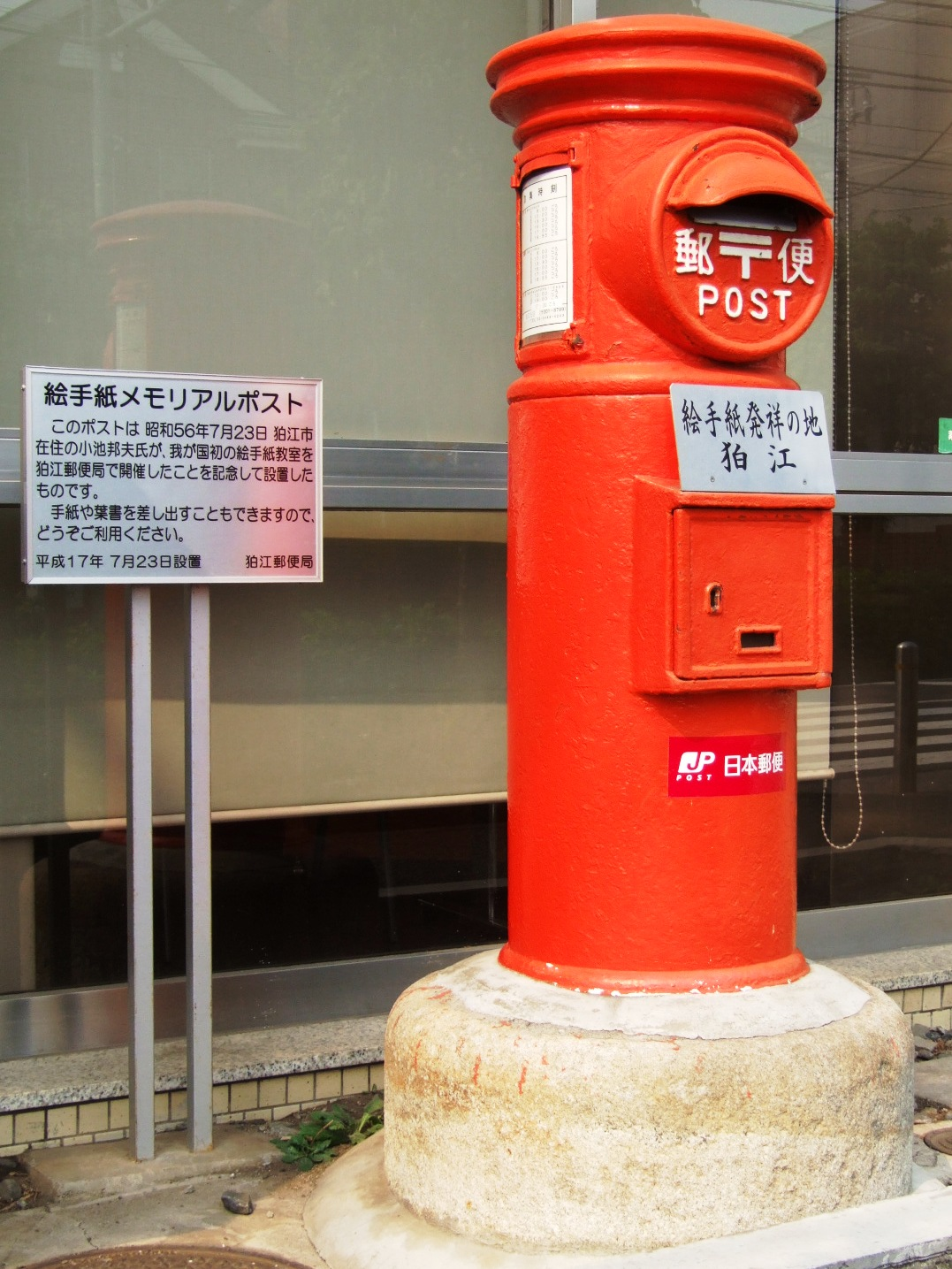
狛江郵便局前に設置されている絵手紙メモリアルポスト

絵手紙とは、はがきに水彩で絵を描き、一筆沿える形式の手紙。狛江で最初の絵手紙の教室が開かれたことから、絵手紙発祥の地とされる。狛江郵便局ではこれに協賛するイベントを行っている。なお日本絵手紙協会の代表者は狛江市在住で名誉市民。
2005年に狛江郵便局が実施した「絵手紙発祥の地 - 狛江・絵手紙発祥23周年記念キャンペーン」では、全国から募集した約1600枚の絵手紙が商工会の手を経て市内約1000か所の店舗や事務所に配布された。この動きを受け、2007年には狛江市がこれを市の事業と位置づけ、市民による「絵手紙発祥の地 - 狛江」実行委員会が設立された。同委員会は、2008年3月、狛江駅前に「絵手紙発祥の地 - 狛江」と書かれた巨大な懸垂幕と横断幕、そして街灯フラッグを設置するなど活動。同年8月23日には、狛江市内各地域から選出された10組の親子をむいから民家園に集め、「第1回親子絵手紙サミット」を開催。これを記念して園内に丸型ポストモニュメントの設置も行った。同年10月には絵手紙創始者である「小池邦夫講演会」を開催。これと同時に、同委員会が製作した絵手紙マップや絵手紙はがき「小池邦夫童謡絵手紙」がお目見えした。さらに、同年11月に運行開始された狛江市コミュニティバス「こまバス」には、側面に大きな「絵手紙発祥の地 - 狛江」のステッカーが貼られ、車内には絵手紙が展示されるなど、「絵手紙美術館」として市内を巡回している。

#### 狛江ロケーションサービス
また、日活調布撮影所や角川大映スタジオを擁する調布市内をはじめ、市周辺には撮影スタジオなどが多く所在するため、市内はよくドラマや映画の撮影に使われ、撮影を有償で支援する組織として狛江市観光局に狛江ロケーションサービスが設置されている。
狛江ロケーションサービスとは、狛江市内で行われる映画やテレビドラマの撮影の誘致と支援を行う狛江市観光協会内に設置された組織。狛江市周辺に映画関連企業が多く存在することから、市内の河川敷などが多く撮影に使われる。また、市内に在住、在勤、在学する者は狛江ロケーションサービスを通じて市民ボランティア・エキストラとして登録することができる。

#### 多摩川戦隊コマレンジャー
元は狛江関連の個人サイト上で創作されたものが街おこしグループの目にとまり、2003年に実体化されることになった。市内のイベントなどに登場する。各地のローカルヒーローと提携している。いわゆる戦隊シリーズの設定に準じているが、頭部は地球防衛軍に登場する「ミステリアン」に、胸の部分は人造人間キカイダーに登場する「ハカイダー」に類似した形状を持つ。

## 対外関係

### 友好都市
- 新潟県長岡市川口地域 - 川口町出身の狛江市民との住民同士の交流をきっかけに川口町と1987年7月25日に「ふるさと友好都市」となり[191]、翌年には災害時相互応援協定を締結した。その後川口町は2010年3月31日に長岡市に編入され消滅したが、長岡市が提携を継承したため[192]、現在も関係は続いている。市民まつりでは川口町のブースが設けられる。特に2004年に発生した新潟県中越地震では市は応援物資を素早く届け、これに対する礼として「感謝の碑」が贈られた。また、この地域のゆるキャラのかわぐっちの好きな場所のひとつに狛江がある。
- 山梨県北都留郡小菅村 - 同村とは1994年に行われた多摩川いかだレースに多摩川の源流にある村として招待したことを期に交流が始まった。その後2006年に「住民交流友好都市」となった[191]。

### 組織・機関
- 平和首長会議[193]
- 多摩川衛生組合[115]
- 東京たま広域資源循環組合[115]

### 災害時応援協定締結自治体
- 東京都世田谷区
- 東京都調布市
- 新潟県長岡市
- 静岡県三島市
- 宮城県石巻市
- 山梨県小菅村
- 山梨県上野原市
- 熊本県宇土市

## 関連作品

### 狛江を舞台とする作品
- 『岸辺のアルバム』- 1974年の多摩川水害をモチーフとし、多摩川水害の当時の実写映像もドラマ中で印象的に使われている[194]。
- 『ドロップ』– 品川庄司の品川ヒロシによる狛江を舞台にした小説。不良になるため私立中学から狛江市内の公立中学校に転校した主人公の、不良としての生活を書く[195]。後にコミカライズされ漫画が出版されたほか映画化もなされた。
- 『おれはキャプテン』- コージィ城倉作。『週刊少年マガジン』2003年9月24日号（41号）から連載開始。狛江市立狛駒中学校の野球部を舞台にした作品。冒頭は狛江市の紹介から始まるが、その後は市に関する描写はほとんどない。
- 『虹のかなた』- 主人公であり小川ちひろの通う小学校は狛江市立狛江東小学校という架空の小学校。居候先の叔父の経営するうどん店「けむりや」は、東和泉6丁目15-1（6丁目は架空の丁番）に立地する。叔父の娘奈緒子がコマレンジャーと撮影している場面などが描写されている。
- 『相棒』-「通報者」という回では狛江が舞台になっており、いずれも架空の「狛江市立北野川中学校」「狛江警察署」が登場する。
- 『獣医さん、事件ですよ』- 2014年7月クールに読売テレビ制作・日本テレビ系列で放送された連続ドラマ。主人公が経営する動物病院が狛江市に所在するという設定。
- 『翼は心につけて』- 関根庄一によるノンフィクション小説。及びそれを映画化した1978年公開の作品。狛江第三中学校に通った、骨肉腫を患い右腕を切断した生徒の闘病生活を描く。
- 『わが子よ』- 昼ドラマ。『翼は心につけて』のリメイク作品。

### 狛江が登場する作品
- 『3年B組金八先生』 - 金八先生は、足立区に赴任する前は世田谷の中学校に勤務しており、狛江に住んでいたという設定。1作目の第1話では狛江駅のホームでロケが行われている。第2話での引っ越しの際には「駅から徒歩15分から20分の場所に住んでいる」旨の台詞がある。
- 『太陽にほえろ!』 - 小田急線多摩川橋梁下付近の河川敷は、第81・92・223・406・454・463話ほか度々ロケで使用されたほか、野崎刑事（長さん）は多摩川沿いの団地に居住という設定であった。
- 『西狛江中学3年B組』 - 2004年1月2日フジテレビ系で放送された『新春ドラマ 愚痴2』で、5本のオムニバスドラマの内の1本。
- 『闇金ウシジマくん』 - 真鍋昌平の漫画。劇中に登場する多重債務者が都営狛江アパートに居住という設定。
- 『ソラニン』 - 浅野いにおの漫画。劇中に和泉多摩川付近が描かれている。世田谷通と津久井道を結ぶ多摩川水道橋は舞台の象徴として登場する。
- 『蓮丈那智フィールドファイル』 - 北森鴻の推理小説。主人公の助教授が勤める「東敬大学」が狛江市にあるという設定。

## 関連人物

### 名誉市民
狛江市名誉市民は、学問や学芸の進展に寄与した狛江市民もしくは縁故の深い人物で、郷土の誇りとして市民により深く尊敬されている人物に贈られる称号である。この名誉市民制度は市制施行50周年記念の一環として2020年に始まったもので、現在は以下の2人に称号が贈られている。
| 肖像 | 氏名     | 職業       | 事由 |
| ---- | -------- | ---------- | --- |
|      | 木村大作 | 映画監督   | 第33回日本アカデミー賞や最優秀撮影賞などを受賞し、国内外から高い評価を得る、日本を代表する映画監督であることから。なお1958年、東宝撮影部にカメラ助手として映画界に入り、黒澤明の組に配属されるが、この黒澤明も狛江に居住していた、ゆかりのある人物である。 狛江市初の名誉市民となった2人のうちの1人で、2020年8月31日に名誉市民の称号を受けた。        |
|      | 小池邦夫 | 絵手紙作家 | 日本絵手紙協会名誉会長で、絵手紙の第一人者。1981年、狛江郵便局で日本で初めて絵手紙教室を開き指導し、狛江市に絵手紙文化をもたらした。その結果狛江市が「絵手紙発祥の地 - 狛江」を称するまでに至り、狛江市の文化振興に多大なる貢献をしたとして選ばれた。 狛江市初の名誉市民となった2人のうちの1人で、2020年8月31日に名誉市民の称号を受けた。2023年死去。 |

### 出身人物
50音順
- 荒木貞夫 - 陸軍軍人、陸軍大将。現在の狛江弁財天池特別緑地保全地区に家を構えていた。
- 石井しおり - フリーアナウンサー、元九州朝日放送、現北海道文化放送アナウンサー。
- 石井正義 - 狛江村長、郷土史家。『狛江村誌』を著した[199]。狛江古墳群に狛江百塚と名づけたことで知られる。
- 石井干城 - 郷土史家[199]、石井正義の息子。『狛江百塚の書』を著した。
- 石原千秋 - 夏目漱石研究者。狛江二中卒業[200]。
- 石渡明 - 地質学者、環境省原子力規制委員会委員。
- 井丸ゆかり - 元女優、元グラビアアイドル。狛江二中卒業[201]。
- 上野聡行 - 熊本県民テレビアナウンサー。
- 大石紗椰 - 朝日放送アナウンサー。
- 大川めぐみ - 元女優。
- 大久保剛 - ミュージシャン（音速ライン）。
- 小川和幸 - 北海道放送アナウンサー。狛江二中卒業[202]。
- 小野武彦 - 俳優。
- 香川愛生 - 女流棋士。狛江市生まれ、調布市育ち。
- 勝又温史 - プロ野球選手（横浜DeNAベイスターズ）。狛江六小 - 狛江二中卒業[203]。
- 五神真 - 物理学者、第30代東京大学総長。狛江三小 - 狛江二中卒業[204]。
- 近藤智子 - 元歌手（BaBe）
- 近藤春菜 - お笑い芸人（ハリセンボン）。居住。狛江市観光大使を務める[205]。
- 紺野美沙子 - 女優。
- THE PEPPERMINT JAM - 横浜市内で活躍したインディーズバンド。
- 清水次郎 - 元朝日放送アナウンサー。
- Snail's House - ミュージシャン。狛江一中卒業[206]。
- 冨永こよみ - バレーボール選手、バレーボール女子日本代表、上尾メディックス所属。「狛江セブン」出身。
- 野田朱美 - 元女子サッカー選手、サッカー日本女子代表。狛江二小 - 狛江一中卒業。
- 春野寿美礼 - 女優、元宝塚歌劇団花組トップスター[207]。
- 黛英里佳 - 女優。埼玉県本庄市出身。狛江市生まれ[208]。
- 前田公平 - 自転車競技選手。

### ゆかりの人物
50音順
- 相島一之 - 俳優。居住歴あり。
- 青山光二 - 小説家。2003年、90歳で川端康成文学賞を受賞し話題になった[209]。
- 青山景 - 漫画家。狛江市猪方のマンションに住んでいたが、2012年10月に自宅で首を吊って自殺した[210]。
- 秋葉長正 - 日本画家。晩年を狛江市内の自宅で過ごした[211]。
- 荒木経惟 - 1977年から1982年まで居住していた。自身の作品に狛江付近の情景が描かれたものが多い。
- IKUO - ミュージシャン。BULL ZEICHEN 88、Rayflowerのメンバー。ベーシスト。居住歴あり。狛江ラジオ放送で自分のラジオ番組（IKUOのMAZE OF LIFE）を持ち、パーソナリティーをしている。
- 池田光夫 - 音楽家。バンドネオン奏者。
- 石井淳雄 - 弁護士。第13代甲府市長。
- おいでやす小田 - お笑い芸人。居住[212][213]。過去に狛江市について、「悪いところではないけどね」としつつも、「狛江に住んだことに後悔している」と発言している[214]。
- 桂紋四郎 - 落語家。居住。
- 川田龍吉 - 実業家。男爵。男爵いもの由来として有名。かつて玉翠園の隣に別荘を構えた[215]。
- 菊地秀行 - 居住歴あり。
- 岸浩太郎 - 俳優。歌手。居住。
- 小林正寛 - 俳優。居住。
- 黒澤明 - 映画監督。戦前より住んでいた文京区の自宅が戦火により焼失したため1949年より狛江に住み始めた。当時家は泉龍寺の東にあり、隣の家に森繁久彌一家が住んでいたが、直接の交流はなかったとされる[216]。
- 斉藤暁 - 俳優。居住。狛江市民吹奏楽団でトランペットを吹く。
- 櫻井孝宏 - 声優。居住歴あり。
- 品川祐 - 芸人。在住歴あり。狛江三中時代、春野寿美礼と同期であった。
- 鈴木英哉 - Mr.Childrenのドラマー。『Atomic Heart』に収録された『雨のち晴れ』という曲では自身がコンセプトになっていて、歌詞に「狛江」が登場する。
- 高山善廣 - プロレスラー。2000年頃居住していた[217]。
- 竹林進 - 映画監督。居住。監督したドラマ作品では本市内の多摩川での撮影も多かった。
- 田原健一 - Mr.Childrenのギタリスト。
- 利光鶴松 - 小田急電鉄創業者。現在の岩戸北の電力中央研究所付近に広大な屋敷を有し、晩年を過ごした[218]。
- 利光永松 - 小田急電鉄常務。居住。
- ドン荒川 - プロレスラー。居住。
- 中川敬輔 - Mr.Childrenのベーシスト。
- 中田浩二 - プロサッカー選手。鹿島アントラーズ所属。2002年・2006年FIFAワールドカップ日本代表。帝京高校在学時は狛江に居住し通学。
- 中野正剛 - 大正から昭和にかけての衆議院議員。1935年ごろ、猪方三丁目12のあたりに土地を購入し、別荘「慈雨荘」とそれに隣接して馬場を造った[215]。暇があれば別荘に来て、乗馬を楽しんだという。別荘の管理は矢田部氏に任せていて、矢田部には「起向高楼撞暁鐘[注 18]」と書いた書を送っている[219]。
- 仲村秀生 - 声優。居住。市民向けカルチャー教室で朗読講座を持つ。
- 原田泰造 - 芸人。狛江市で児童期を過ごした。狛江七小出身。
- 原節子 - 女優。1947年10月に岩戸の電力中央研究所の西に土地を購入した。家族と共に住み、1964年まで拠点として住んでいたが、小津安二郎の死後は表舞台に出ることはなくなり、その後は専ら鎌倉市で生活した[218]。1993年に狛江の土地を売却するが[注 19]、この時約12億円の所得を獲得したため1994年の高額納税者番付75位に登場し、再び話題となった[193]。
- フリードリヒ・ヘルマン・ウォルシュケ - ドイツ人実業家。第二次世界大戦後、狛江村にあった牛肉加工工場の一角を借り、ハム・ソーセージの製造を開始した。1947年にヘルマンウォルシュケ食品株式会社を設立しソーセージなどを製造した[220]。泉龍寺に墓碑がある。2013年に市民によってヘルマンを研究する団体である「ヘルマンさんの会」が結成された[221]。
- 丸山永畝 - 日本画家。シベリア抑留を経て、1951年より長男の呼びかけで岩戸に住んだ。晩年は狛江と世田谷、多摩川など農村風景を写生し、膨大な写生帖を残した。残った300冊余りの写生帖は世田谷区立郷土資料館に展示されている[222]。
- 三塚幸彦 - 尺八演奏家。遠TONE音。居住。
- 宮尾登美子 - 小説家、直木賞作家。1979年より狛江駅近くのマンションに移って生活を始めた。『序の舞』『蔵』などを著したのち、多摩川ぞいに移り、1995年に新居をたてた[223]。狛江市立中央図書館の1日図書館長となったり、市立図書館に自著の寄贈をするなどの活動も行なった[224]。墓地は市内の妙静院にある[225]。
- 本山一城 - 漫画家。居住。
- 森繁久彌 - 映画俳優、アナウンサー。NHKのアナウンサーとして満洲国の新京中央放送局に勤務したあと引き揚げ、家族で狛江に移り住んだ。当時家は泉龍寺の東にあり、隣の家に黒澤明が住んでいたが、直接の交流はなかったとされる。わずか3年で狛江を出ているが、次男によると狛江での生活は「気力を養い再出発の原点」であったと言う[226]。
- 安田亘宏 - 観光学者。居住[209]。